# Redon
Pour les articles homonymes, voir Redon (homonymie).
Redon [ʁə.dɔ̃]  est une commune française, sous-préfecture du département d'Ille-et-Vilaine en région Bretagne.
Avec 9 336 habitants en 2022, elle est la 14e commune d'Ille-et-Vilaine.
Située à la frontière de deux départements voisins, Redon est le centre de la communauté d'agglomération Redon Agglomération regroupant des communes d'Ille-et-Vilaine, du Morbihan et de la Loire-Atlantique.

## Géographie

### Localisation
Redon est située au nord de la confluence de l'Oust et de la Vilaine qui longe la ville à l'est, à 60 km au sud-ouest de Rennes, 50 km à l'est de Vannes et 60 km au nord-ouest de Nantes. Le canal de Nantes à Brest longe l'Oust puis traverse le centre du bourg.
Les communes limitrophes sont Saint-Jean-la-Poterie, Saint-Perreux, Bains-sur-Oust, Sainte-Marie, Rieux et Saint-Nicolas-de-Redon.

### Hydrographie
Pour un article plus général, voir Réseau hydrographique d'Ille-et-Vilaine.
La commune est située dans le bassin Loire-Bretagne. Elle est drainée par la Vilaine, le canal de Nantes à Brest, l'Oust, le ruisseau de Via et l'ancien cours de la vilaine et divers autres petits cours d'eau,.
La Vilaine, d'une longueur de 218 km, prend sa source dans la commune de Juvigné et se jette  dans l'Océan Atlantique à Camoël, après avoir traversé 56 communes. 
Le canal de Nantes à Brest est un canal, chenal et un estuaire et un cours d'eau naturel navigable, d'une longueur de 396 km. Il prend sa source dans la commune de Nort-sur-Erdre et se jette  dans la Loire à Nantes, après avoir traversé 82 communes. 
L'Oust, d'une longueur de 145 km, prend sa source dans la commune de La Harmoye et se jette  dans la Vilaine à Rieux, après avoir traversé 46 communes. 

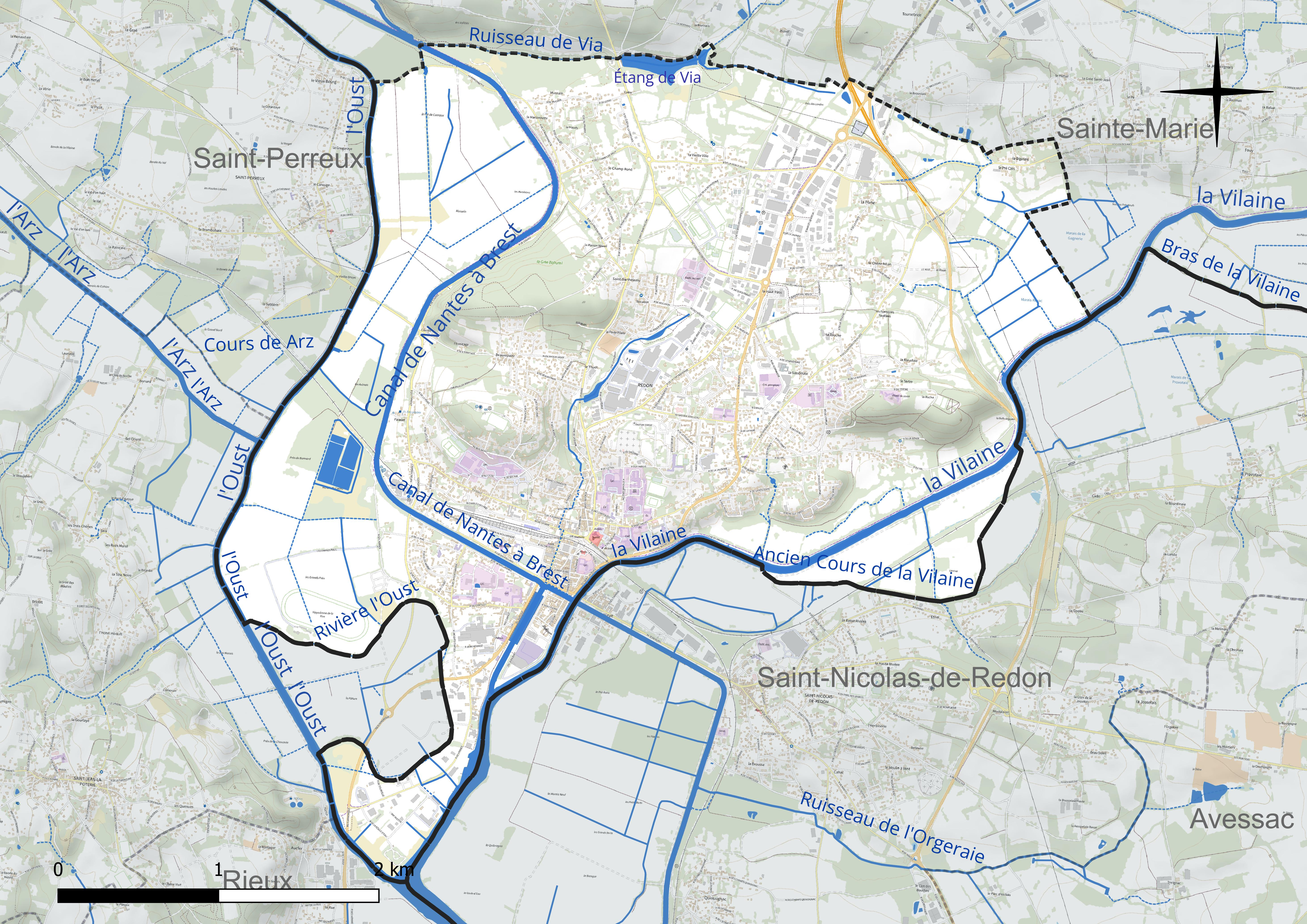
Réseau hydrographique de Redon.

Un plan d'eau complète le réseau hydrographique : l'étang de Via, d'une superficie totale de 4 ha (4,01 ha sur la commune),.

### Climat
Pour des articles plus généraux, voir Climat de la Bretagne et Climat d'Ille-et-Vilaine.
En 2010, le climat de la commune est de type climat océanique altéré, selon une étude du CNRS s'appuyant sur une série de données couvrant la période 1971-2000. En 2020, Météo-France publie une typologie des climats de la France métropolitaine dans laquelle la commune est exposée à un climat océanique et est dans la région climatique Bretagne orientale et méridionale, Pays nantais, Vendée, caractérisée par une faible pluviométrie en été et une bonne insolation. Parallèlement l'observatoire de l'environnement en Bretagne publie en 2020 un zonage climatique de la région Bretagne, s'appuyant sur des données de Météo-France de 2009. La commune est, selon ce zonage, dans la zone « Sud Est », avec des étés relativement chauds et ensoleillés.
Pour la période 1971-2000, la température annuelle moyenne est de 11,8 °C, avec une amplitude thermique annuelle de 13,1 °C. Le cumul annuel moyen de précipitations est de 808 mm, avec 12,2 jours de précipitations en janvier et 6 jours en juillet. Pour la période 1991-2020, la température moyenne annuelle observée sur la station météorologique la plus proche, située sur la commune de Saint-Jacut-les-Pins à 10 km à vol d'oiseau, est de 12,4 °C et le cumul annuel moyen de précipitations est de 947,8 mm,. Pour l'avenir, les paramètres climatiques de la commune estimés pour 2050 selon différents scénarios d'émission de gaz à effet de serre sont consultables sur un site dédié publié par Météo-France en novembre 2022.

## Urbanisme

### Typologie
Au 1er janvier 2024, Redon est catégorisée petite ville, selon la nouvelle grille communale de densité à sept niveaux définie par l'Insee en 2022.
Elle appartient à l'unité urbaine de Redon, une agglomération inter-régionale regroupant six  communes, dont elle est ville-centre,,. Par ailleurs la commune fait partie de l'aire d'attraction de Redon, dont elle est la commune-centre,. Cette aire, qui regroupe 22 communes, est catégorisée dans les aires de moins de 50 000 habitants,.

### Voies de communication et transports
Redon est placée au cœur des voies navigables de l'Ouest et à proximité de l'océan avec, notamment, un port maritime et fluvial abrité des tempêtes hivernales.
En ce qui concerne les liaisons ferroviaires, Redon est située au carrefour des lignes TER pour Rennes, Quimper et Nantes. Grâce à cette situation, une offre touristique complémentaire de l'offre littorale fait de cette cité historique de Bretagne une étape incontournable[Selon qui ?] en terres gallèses.
Avec la gare de Redon, la ville dispose d'un nœud ferroviaire à équidistance des gares de Rennes, Vannes et Nantes. On y trouve un fort trafic TER avec parfois 2 000 voyageurs par jour.
Redon est un arrêt du TGV Atlantique. Le trajet dure entre 2 h 6 et 2 h 37 de Paris-Montparnasse avec 3 à 4 allers-retours par jour l'hiver et quelques arrêts supplémentaires vers la capitale en période estivale. Des TGV permettent aussi de relier cette gare à Lille et des trains Intercités à Bordeaux.
La ville est traversée au nord par la D177. Elle relie Redon et Rennes en 40 minutes.

### Risques naturels et technologiques

#### Risque industriel
Pendant l'été 1986 et en février 1987, des débordements accidentels des cuves de décantation de la société ERRE (Entreprise redonnaise de réparation électrique) se sont déversés dans l'étang de Via, entrainant une contamination aux polychlorobiphényles (PCB) de l'étang de Via. Vingt ans après le sinistre, la pêche est toujours interdite par arrêté préfectoral. En 2007, les poissons de l'étang présentaient encore un taux de PCB plus de quatre fois supérieur au taux maximal toléré par l'Organisation mondiale de la santé (OMS).

#### Risque naturel
Le 26 janvier 2025, à la suite du passage de la tempête Eowyn et de la dépression Ivo, la ville de Redon est inondée par la crue de la Seiche, l'Oust et la Vilaine. Cette innodation dura plusieurs jours obligeant à l'évacuation de 750 habitants.

## Toponymie

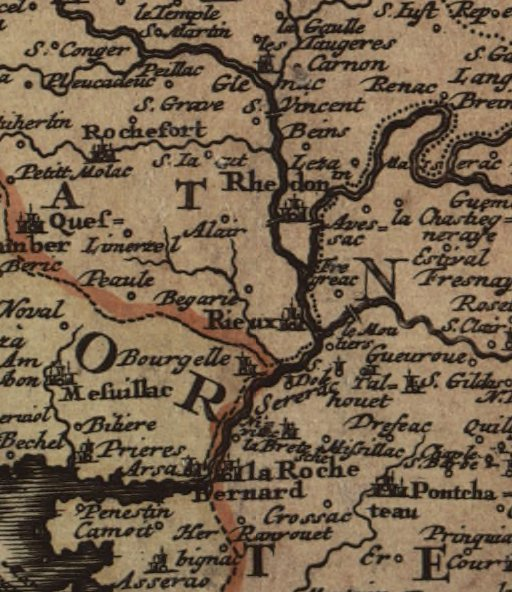
Extrait de la Tabula ducatus britanniae gallis, où l'on peut lire « Rhedon ». Le symbole utilisé signifie urbes minores (villes plus petites).

Le nom de la localité est attesté sous les formes
- Roton (en 832 par le Cartulaire de Redon)
- Rodono (en 838-839 par le Cartulaire de Redon, page 162)
- Roton (en 861-867 par le Cartulaire de Redon, page 70)
- Rothon (en 871 par le Cartulaire de Redon, page 196)
- Rotonum (en 1029, Cartulaire de Sainte-Croix de Quimperlé, page 235)
- Rotonensis (en 1080 par le Cartulaire de Redon, page 294)
- Rothonum en 1100
- Rothenum en 1449
- Rothono en 1453
- Regidonum au XVIe siècle[22],[23].

Le nom de Redon est sans rapport avec celui de la tribu des Riedones qui ont laissé leur nom à Rennes.
L'étymologie de Redon reste obscure et discutée.
Albert Dauzat et Charles Rostaing proposent une évolution phonétique à partir du latin rotondus « rond » (comprendre le gallo-roman ROTONDU) et qui a donné le mot français rond.
Hervé Abalain reprend une autre hypothèse formulée anciennement à partir du breton [rodo] « gué », « tire son nom de sa situation sur un gué de l'Oust » (sic).
Le nom breton de la commune reste Redon et se prononce ['reːdõn] et le nom s'écrit R'don en gallo.
Ses habitants s'appellent les Redonnaises et les Redonnais.
Elle est surnommée la « Petite Venise de l'Ouest »,,,.

## Histoire

### Préhistoire et antiquité gallo-romaine
Le site est occupé depuis le Néolithique. On y retrouvera des pièces de monnaie antiques, des établissements gallo-romains de type villa et une voie romaine reconnue.

### Moyen Âge
Découvrant le confluent de la Vilaine et de l'Oust du haut d'une colline, l'archidiacre du diocèse de Vannes et ses disciples constatent tout l'intérêt du lieu : un site protégé des invasions et calme, idéal pour la méditation. Conwoïon obtient de Ratwili, seigneur du lieu, la donation d'un espace suffisant pour installer le monastère. En 832, un modeste ermitage fait de planches et de branches voit le jour.
Nominoë, alors gouverneur de Bretagne, soutient cette fondation pour renforcer son pouvoir. Entre 842 et 853, une première église en pierre est construite remplaçant ainsi la première bâtisse. Conwoïon y meurt le 5 janvier 868. Il subsiste encore aujourd'hui le cartulaire de cette abbaye qui recense 391 actes en latin. Ce document, propriété de l'archevêché de Rennes, est d'une importance majeure pour les historiens.
Une population s'installe peu à peu autour des bâtiments conventuels, le territoire monastique s'agrandit et donne naissance à une paroisse. Après l'an mil, l'église devient trop petite. La construction d'un édifice plus grand est envisagée.
La ville va se développer autour de ce centre religieux jusqu'à former une petite bourgade rurale et industrielle de près de 10 000 habitants dans les années 1960. Une des industries locales fut la fonderie Pierre Chevalier fondée en 1864.
Au Moyen Âge, Redon va bénéficier du commerce maritime grâce à sa situation sur la Vilaine. Il subsiste aujourd'hui d'anciennes maisons d'armateurs et un bassin.

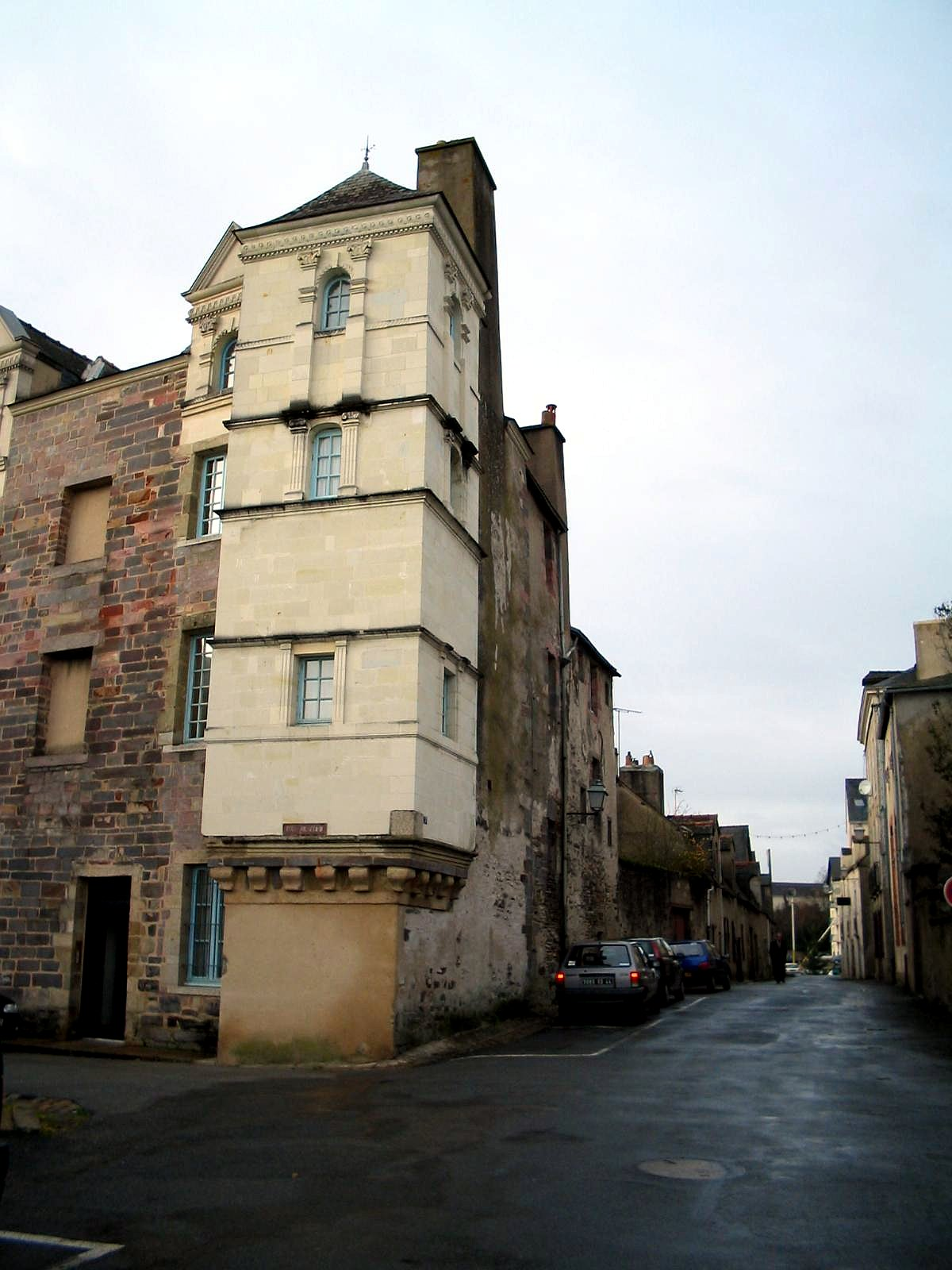
Rue du Plessis.

Au XIVe siècle, est entreprise la construction de l'enceinte fortifiée de la ville, sous l'égide de l'abbé Jean de Tréal. Elle comporte 3 portes, 3 poternes et 13 tours. De ces remparts, on peut voir aujourd'hui le flanc nord du transept de l'église, la chapelle des Ducs et les remparts au-dessus du quai Saint-Jacques. Les travaux réalisés au centre-ville ont mis au jour d'autres vestiges des remparts, notamment un bastion en face de l'hôtel de ville, deux tours (XIVe siècle) et un autre bastion (XVIe siècle) place de la République ainsi que des éléments de remparts.
Redon est l'une des 42 villes de Bretagne qui envoyaient des députés au Parlement de Bretagne (États du Duché de Bretagne). Les États se réunirent d'ailleurs cinq fois à Redon, aux XVe et XVIIe siècles.
En 1449, le duc François Ier obtint du pape Eugène IV l'érection de Redon en évêché par bulle pontificale le 10 juin 1449 ; Jacques d'Espinay fut nommé évêque. Le duc aimait Redon, et le fait qu'il voulait y être enterré expliquerait qu'il ait voulu récompenser l'abbaye de ses services. Mais les protestations des évêques voisins de Rennes, Vannes et Nantes, sur les territoires desquels le nouveau diocèse devait prendre son assise, firent avorter l'initiative. La bulle de suppression fut signée le 20 décembre 1449 par le même souverain pontife.
Pendant la minorité de la duchesse Anne de Bretagne, la cour ducale s'établit pendant quelque temps à Redon, à la fin de 1488. En février 1489, le roi d'Angleterre Henri VII conclut avec la jeune duchesse - elle n'a que 12 ans - le "traité de Redon" aux termes duquel il s'engage à lui apporter une aide militaire si un conflit devait l'opposer à la France. L'histoire évoluera autrement, puisque Anne épousera deux ans plus tard le roi de France, Charles VIII.
Autour de l'abbaye, les activités artisanales et commerciales se sont développées.

### Temps modernes
Dès le XVIe siècle, la Vilaine est canalisée, favorisant ainsi le développement portuaire. En effet, les navires de mer peuvent remonter jusqu'à Redon, alors avant-port de Rennes. Accostés au port de Vilaine, soumis alors à la marée, les navires peuvent décharger leurs cargaisons à terre ou bien transborder les marchandises sur des barges et bateaux fluviaux qui remontent ensuite la rivière jusqu'à Rennes. Sur le quai Duguay-Trouin, les demeures d'armateurs ou de négociants (XVIIe et XVIIIe siècles) témoignent de cette activité maritime florissante.
Les greniers à sel, rue du Port, la tour Richelieu (XVIIe siècle), le château du Mail (XVIIe siècle), tous deux situés rue du Plessis, l'hôtel Carmoy (XVIIe siècle) rue du Port, ainsi que le monastère des Calvairiennes (XVIIe siècle), rue Saint-Michel et les maisons à pans de bois (XVIe, XVIIe et XVIIIe siècles) de la Grande-Rue complètent le riche patrimoine architectural de la cité.

### Révolution française et Empire
À la Révolution française, trois couvents fonctionnaient encore à Redon : un de l'ordre de Saint-Benoît, un de celui des calvairiennes et un de celui des ursulines.
En février 1791, la première société populaire est fondée à Redon : elle est la seule du district, même si plusieurs habitants des communes du district se sont affiliés à titre individuel.
Avec la constitution civile du clergé, les ordres religieux sont supprimés. Les moines et les moniales sont relevés de leurs vœux (13 février 1790) et peuvent quitter leurs monastères. Sur les neuf bénédictins, seuls trois choisissent de rester dans les ordres. Lorsque les sœurs sont expulsées (5 octobre 1792), elles achètent des maisons et continuent majoritairement de vivre en communauté. Tous (moines et moniales, retournés à la vie civile ou non) perçoivent une pension de l'État et leurs derniers droits sont liquidés par le district le 30 avril 1793.
Les Chouans menacent Redon en mars 1793 : c'est le général Beysser qui écarte le danger. Plus tard dans l'année, c'est le général Hoche qui à nouveau sauve la ville du pillage.
La nouvelle du 9-Thermidor et de la chute de Robespierre est accueillie avec de grandes manifestations de joie ; peu après, l'ensemble des administrations sont épurées (vendémiaire an IV) et l'église de Redon est rendue au culte le 8 prairial an III. Mais la commune reste relativement favorable à la Révolution et à ses avancées, comme le montre la fréquentation des fêtes :
- l'anniversaire de la prise de la Bastille est célébré en 1794 et encore en 1799, à la fin de la Révolution, avec peu de monde[40] ;
- l'anniversaire de l'exécution de Louis XVI, une des fêtes les plus populaires, est institué en 1795 et bien suivi dans le département, et notamment à Redon[41] ;
- une fête rare, la fête du Malheur, est organisée à Redon le 30 décembre 1794[42].

Au cours de la Chouannerie, la ville est prise par les chouans de Louis de Sol de Grisolles le 10 novembre 1799 et reprise quatre jours plus tard par les troupes républicaines du général Gency.

### Époque contemporaine

#### XIXesiècle

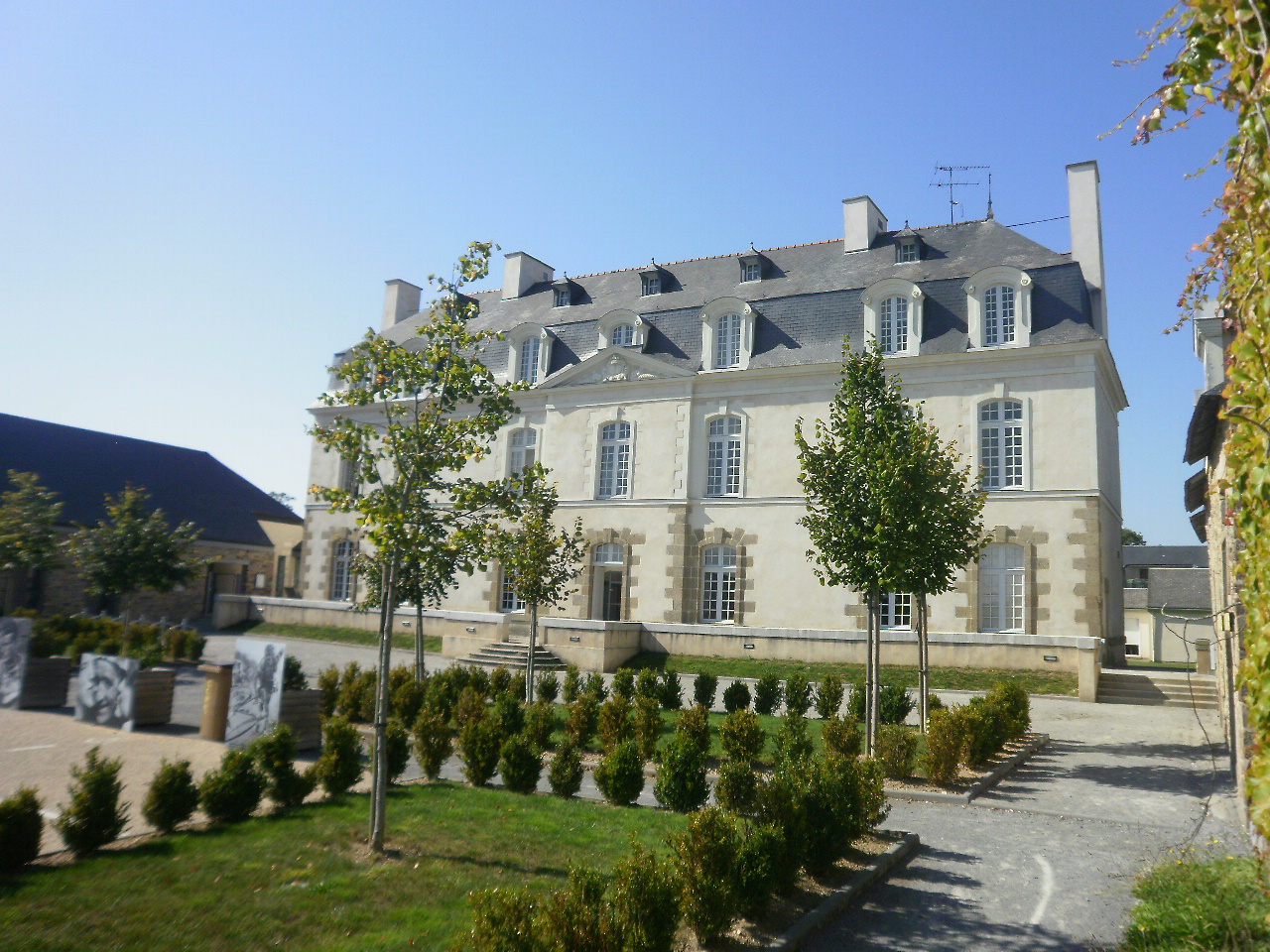
Château du Parc Anger

En 1833 le conseil municipal de Redon pense ouvrir une école mutuelle. Aussitôt le curé décide de faire venir trois Frères Lamennais qui, dès 1834, enseignent à 320 enfants.
En lien avec la construction du canal de Nantes à Brest, le creusement du bassin à flot débute en 1836. Pendant de nombreuses décennies, il devait être le cœur même de la vie redonnaise par son activité portuaire et par le développement des industries au XIXe siècle.
C'est à Redon que le canal de Nantes à Brest coupe la liaison Rance-Vilaine reliant la Manche à l'Océan Atlantique. La Jonction dans les deux cours d'eau se fait par le bassin à flot de Redon. Il fut terminé au milieu du XIXe siècle faisant de la ville le carrefour des voies navigables de l'ouest. Très peu de temps après, Redon devient également carrefour ferroviaire. La gare fut inaugurée en 1862. Elle est située sur les lignes de Rennes à Redon et de Savenay à Landerneau.

#### XXesiècle
Le 8 juin 1918, 1 600 soldats américains de la 155e brigade d'artillerie débarquent à Redon durant la nuit. Ils sont au total 7 000 répartis entre Avessac, Saint-Nicolas-de-Redon et Redon. Tout était planifié en septembre 1916 (logements, répartition...). L'armée américaine choisit Redon pour former une partie de ses troupes au maniement du canon français, On y voit notamment les canons 75 livrés devant la sous-préfecture.
Lors de la Seconde Guerre mondiale, l'armée allemande arrive à Redon le 21 juin 1940 (2.ID mot.). La façade de la mairie, rapidement pavoisée du grand drapeau frappé de la croix gammée, fera office de Kommandantur (KK508). Sept divisions se succèdent pendant ces quatre longues années d'occupation. Le 25e corps d'armée du général Fahrmbacher prend ses quartiers de mai à novembre 1942, à la suite de l'opération Chariot menée à Saint-Nazaire. Les derniers éléments du 265.ID du général Junck quittent Redon le 4 août 1944 à 17 h 4, non sans avoir détruit le train de munitions dans les marais de Saint Perreux (en français : Saint-Perreux), incendié l'entreprise Perrin, la gare de marchandises, les entrepôts de Baccarat, le relais de téléphonie longue distance et quelques ponts dont celui de la Digue. La ville est libérée par le CCB (Combat Command B) de la 4e division blindée de l'armée américaine, commandé par le général Drager le 5 août 1944, avant de s'élancer vers Lorient.
Au début du XXe siècle, l'activité industrielle soutient fortement l'économie locale. Les industries liées à la mécanique ou au textile y étaient très présentes jusqu'au début des années 1980.
La ville embauche de nombreux ouvriers et employés de l'ensemble du pays de Redon, intercommunalité aujourd'hui disparue. L'usine de construction mécanique Garnier y fabrique des machines agricoles depuis la fin du XIXe siècle. Une crise économique profonde déclenche des troubles sociaux graves à la fin des années 1960 et qui se prolongèrent jusqu'au début des années 1980 se soldant par la fermeture définitive de l'usine Garnier.

## Politique et administration

### Liste des maires

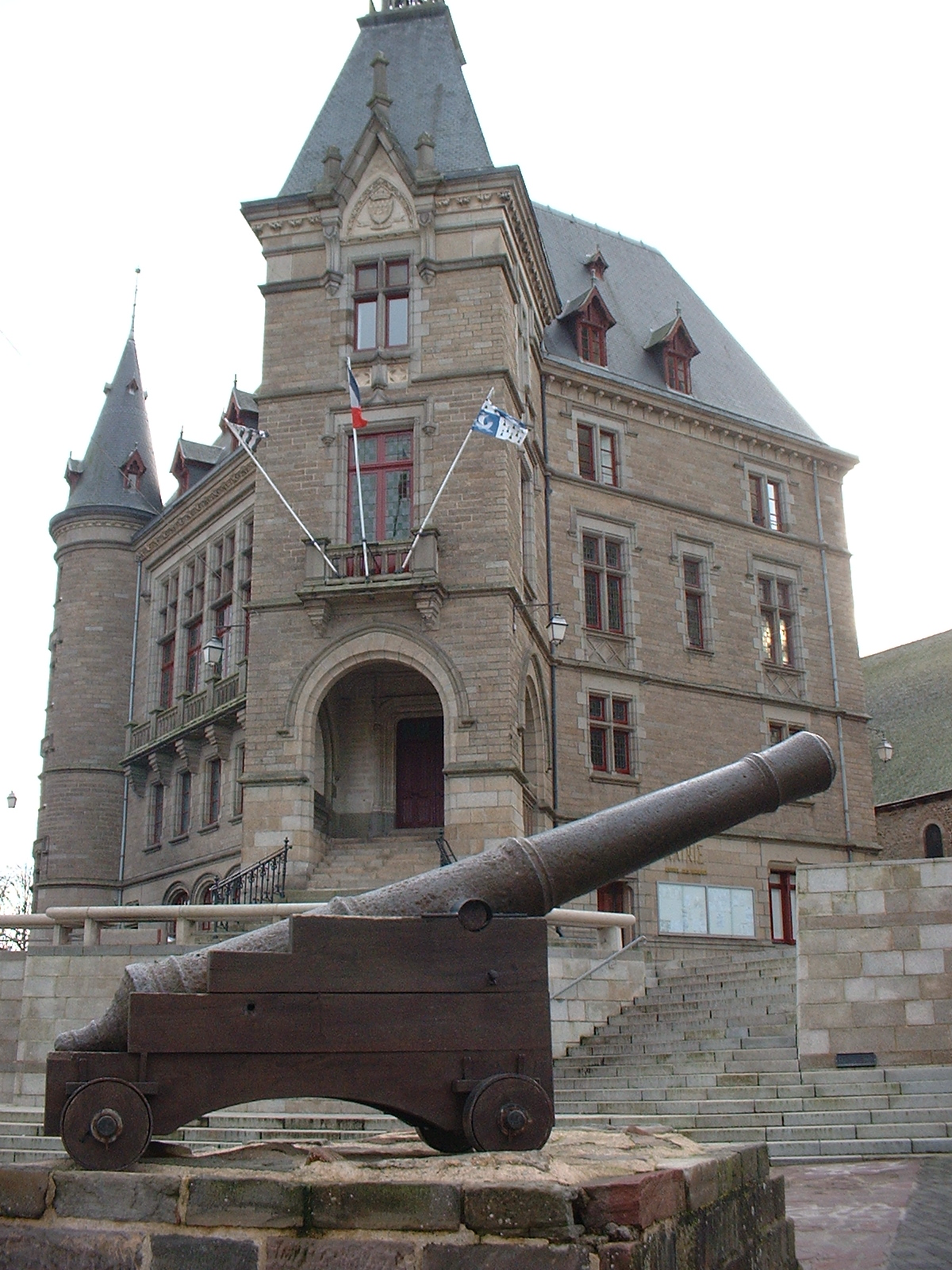
Mairie de Redon.

Depuis la Libération, onze maires se sont succédé à la tête de la commune.
| Période | Période  | Identité               | Étiquette      | Qualité |
| ------- | -------- | ---------------------- | -------------- | --- |
| 1944    | 1946     | Jules Le Calvé         |                | Médecin Décédé en fonction                                                                                               |
| 1946    | 1947     | Auguste Houssin        | DVD            | Notaire |
| 1947    | 1965     | Émile Le Brigant       | DVD            | Général de l'armée |
| 1965    | 1970     | Joseph Ricordel        | MRP puis CD    | Chef d'entreprise Conseiller général de Redon Décédé en fonction                                                         |
| 1970    | 1971     | Jean-Baptiste Lelièvre | CD             | Inspecteur de l'enseignement Conseiller général de Redon Conseiller régional de Bretagne                                 |
| 1971    | 1983     | Jean Tiger             | RI puis UDF-PR | Commerçant |
| 1983    | 1995     | Pierre Bourges         | PS             | Retraité de la fonction publique Conseiller régional de Bretagne                                                         |
| 1995    | 2001     | Alain Madelin          | UDF-PR puis DL | Avocat Député européen Député d'Ille-et-Vilaine Conseiller régional de Bretagne                                          |
| 2001    | 2007     | Jean-Michel Bollé      | DVD            | Haut fonctionnaire Conseiller général de Redon Président de la CC du Pays de Redon Décédé en fonction                    |
| 2007    | 2014     | Vincent Bourguet       | UDF puis UDI   | Professeur, agrégé de philosophie                                                                                        |
| 2014    | En cours | Pascal Duchêne         | UDI            | Professeur de philosophie, directeur des études 1er vice-président de Redon Agglomération Réélu pour le mandat 2020-2026 |

### Jumelages
| Ville | Ville      | Pays | Pays        | Période     |
| ----- | ---------- | ---- | ----------- | ----------- |
|       | Andover    |      | Royaume-Uni | depuis 1977 |
|       | Curtișoara |      | Roumanie    | depuis 1990 |
|       | Goch       |      | Allemagne   | depuis 1974 |

Redon est jumelée avec :
- Goch, une ville allemande de Rhénanie-du-Nord-Westphalie, située à quelques kilomètres de la frontière néerlandaise et comptant 35 520 habitants ;
- Andover, une ville du comté du Hampshire, au sud de l'Angleterre, peuplée d'un peu plus de 50 000 habitants ;
- Curtișoara, une petite commune roumaine du județ d'Olt (département), au sud du pays et à trois heures de route de la capitale Bucarest.

## Équipements et services publics

### Espaces publics
La ville a un parc paysagé de 2 hectares, le Parc de Bel Air. Il a été acheté avec son château en 1960 au comte Charles Samson de Saint-Germain. Le parc est aménagé, un bassin et des cascades sont construits et un espace animalier avec des animaux de ferme.
Elle possède aussi 2 bois, le Bois de Bahurel à l'ouest de la ville et celui de la Ruche, à l'est. Le bois de Bahurel a été racheté par la ville en 1994, les 22 hectares appartenaient à la famille Quercia. Le bois est rendu accessible avec la création de sentiers et de chemins, il est divisé en 3 parties, 1 hectare situé à proximité du garage Rouxel, 5 hectares à l'arrière du lotissement de la Rue de Brocéliande et la troisième partie, 16 hectares sur les hauts de la rue de Bahurel et de Courée. Un enclos animalier et une voilière sont construits comme une aire de jeu pour enfants.
Le Bois de la Ruche accueille un centre de loisirs pour les enfants, un circuit de VTT est aussi présent. Un sentier de promenade est aménagé pour les randonneurs, il mène aux berges de la Vilaine.

### Éducation
La ville a 4 écoles publiques et 2 établissements privés, 2 collèges publics et un privé ainsi que 5 lycées (2 lycées GT, 2 professionnels et 1 technologique et professionnel).
La ville de Redon bénéficie d'un pôle de formation développé en enseignement secondaire comme en formations post-bac.
- École supérieure de logistique industrielle, formation de logisticiens à Bac+5
- Lycées de Redon (Marcel-Callo, collège, LP, LGT de Beaumont (de la 6e au BTS), Saint-Sauveur de Redon), formation à Bac+2

### Santé

#### Centre hospitalier intercommunal
Il est mis en service en 1974, en 1982, a lieu l'extension et la construction des urgences qui seront étendues en 1999, elles se trouvent sur l'ancienne maternité de l'Hôtel-Dieu qui a été construite en 1934 et agrandie en 1962. En 2017, l'hôpital se regroupe avec celui de Carentoir.
Le service est organisé en six pôles : « spécialité médicale », « support clinique », « femme-enfant », « santé mentale », « médecine physique » et « mémoire ». L'hôpital va se doter dans l'année 2019 d'un IRM pour une mise en service en 2020.
C'est l'un des plus importants employeurs du territoire, avec plus de 1 000 personnes employées ou intervenantes.
508 bébés y sont nés en 2018, 2 674 interventions au bloc, 35 559 actes d'imagerie médicale.

### Équipements culturels
Redon compte :
- une médiathèque avec un espace multimédia, située à côté de la piscine[50] ;
- une piscine, situées près du parc Anger[51] ;
- un cinéma associatif[52] de sept salles, situé près du port de Redon, et une salle multifonction ouvert depuis la fin du mois de janvier 2018[53] ;
- un conservatoire de musique ;
- un théâtre[54] ;
- deux clubs de football : le Football Club Atlantique Vilaine et l'Amical Club redonnais[55].

## Population et société

### Démographie

#### Évolution démographique
L'évolution du nombre d'habitants est connue à travers les recensements de la population effectués dans la commune depuis 1793. Pour les communes de moins de 10 000 habitants, une enquête de recensement portant sur toute la population est réalisée tous les cinq ans, les populations de référence des années intermédiaires étant quant à elles estimées par interpolation ou extrapolation. Pour la commune, le premier recensement exhaustif entrant dans le cadre du nouveau dispositif a été réalisé en 2004.

En 2022, la commune comptait 9 336 habitants, en évolution de +5,03 % par rapport à 2016 (Ille-et-Vilaine : +5,46 %, France hors Mayotte : +2,11 %).
| 1793  | 1800  | 1806  | 1821  | 1831  | 1836  | 1841  | 1846  | 1851  |
| ----- | ----- | ----- | ----- | ----- | ----- | ----- | ----- | ----- |
| 3 549 | 3 783 | 3 777 | 4 183 | 4 504 | 4 506 | 4 606 | 5 303 | 5 882 |

| 1856  | 1861  | 1866  | 1872  | 1876  | 1881  | 1886  | 1891  | 1896  |
| ----- | ----- | ----- | ----- | ----- | ----- | ----- | ----- | ----- |
| 5 471 | 5 943 | 6 064 | 6 131 | 6 446 | 6 537 | 6 428 | 6 929 | 7 034 |

| 1901  | 1906  | 1911  | 1921  | 1926  | 1931  | 1936  | 1946  | 1954  |
| ----- | ----- | ----- | ----- | ----- | ----- | ----- | ----- | ----- |
| 6 935 | 6 681 | 6 699 | 6 640 | 6 718 | 6 698 | 6 565 | 7 401 | 7 869 |

| 1962  | 1968  | 1975  | 1982  | 1990  | 1999  | 2004  | 2006  | 2009  |
| ----- | ----- | ----- | ----- | ----- | ----- | ----- | ----- | ----- |
| 8 876 | 9 363 | 9 649 | 9 170 | 9 260 | 9 499 | 9 461 | 9 601 | 9 493 |

| 2014  | 2019  | 2022  | - | - | - | - | - | - |
| ----- | ----- | ----- | - | - | - | - | - | - |
| 8 921 | 9 287 | 9 336 | - | - | - | - | - | - |

Le 1er recensement sur la commune a eu lieu en 1732, la ville comptait près de 3 000 habitants.

#### Pyramide des âges
La population de la commune est plus âgée que celle du département. En 2018, le taux de personnes d'un âge inférieur à 30 ans s'élève à 32,8 %, soit un taux inférieur à la moyenne départementale (38,2 %). Le taux de personnes d'un âge supérieur à 60 ans (32,7 %) est supérieur au taux départemental (23,3 %).
En 2018, la commune comptait 4 372 hommes pour 4 779 femmes, soit un taux de 52,22 % de femmes, supérieur au taux départemental (51,18 %).
Les pyramides des âges de la commune et du département s'établissent comme suit :
| Hommes | Classe d’âge | Femmes |
| ------ | ------------ | ------ |
| 1,0    | 90 ou +      | 2,4    |
| 7,9    | 75-89 ans    | 13,0   |
| 19,1   | 60-74 ans    | 21,6   |
| 20,3   | 45-59 ans    | 20,0   |
| 14,5   | 30-44 ans    | 14,4   |
| 21,9   | 15-29 ans    | 14,7   |
| 15,3   | 0-14 ans     | 13,9   |

| Hommes | Classe d’âge | Femmes |
| ------ | ------------ | ------ |
| 0,7    | 90 ou +      | 1,8    |
| 6,3    | 75-89 ans    | 8,7    |
| 14,5   | 60-74 ans    | 15,6   |
| 19,6   | 45-59 ans    | 18,8   |
| 19,5   | 30-44 ans    | 18,7   |
| 20,2   | 15-29 ans    | 19     |
| 19,1   | 0-14 ans     | 17,4   |

### Manifestations culturelles et festivités
- Fête de la châtaigne également appelée la foire Teillouse se déroule le dernier week-end d'octobre. C'est à cette époque que la ville est le plus animée. Le centre-ville voit plusieurs dizaines d'étals se monter dans les rues, le marché est ouvert. Il y a de nombreux concerts de musique traditionnelle dans lesquels sont dansées des danses traditionnelles bretonnes. De plus le parc Anger voit l'installation d'une fête foraine. Et bien sûr les châtaignes sont grillées près des chapiteaux afin d'en faire profiter tout le monde.
- Festival de la Bogue d'or (festival de chants, contes et musiques de Bretagne). Le festival connaît une renommée importante à travers la musique traditionnelle bretonne notamment ; on retrouve durant le festival des concours en duos (bombarde, biniou, accordéons, violons et autres instruments), des scènes libres, des Fest-Deiz et des Fest-Noz, avec des groupes connus de la Bretagne (Hamon-Martin Quintet, Esquisse (groupe aujourd'hui dissout), des groupes de musique irlandaise…). Le festival compte plusieurs milliers d'entrée chaque années, et se déroule en partie durant la Foire Teillouse, une fête foraine annuelle à Redon.
- Le Calendrier de l'Avent piloté par le Chantier d'insertion Lever le Rideau est fondé sur l'adaptation du principe traditionnel du calendrier de l'avent en un spectacle vivant de théâtre de rue à destination des enfants et il se déroule du premier au 24 décembre depuis 2000.
- Les Mystériales, festival annuel des littératures populaires et de l'imaginaire qui se tient dans le cloître de l'abbaye Saint-Sauveur.

### Sports et loisirs
Redon est une terre de cyclisme, la ville accueille chaque année le tour Redon-Redon.
Plusieurs fois, elle a reçu le Tour de France, en 2011, Redon a été ville d'arrivée de la 3e étape puis ville de départ de la 4e étape du Tour de France 2021. Le Tour de France est passé à Redon en 2013 et 2018
Deux réunions sont organisées sur l'hippodrome de la Rive chaque année.

## Économie
Le Pays de Redon et Vilaine se caractérise par une industrie très présente dans trois principaux domaines : la cosmétique végétale (groupe Yves Rocher), l'électronique (TES, Asteel) et les équipementiers automobiles (Faurécia, AFC). 36 % des salariés du territoire sont employés dans l'industrie (350 entreprises industrielles). Le pôle économique de Redon est le plus important du territoire avec notamment les entreprises suivantes :
- Asteel, électronique

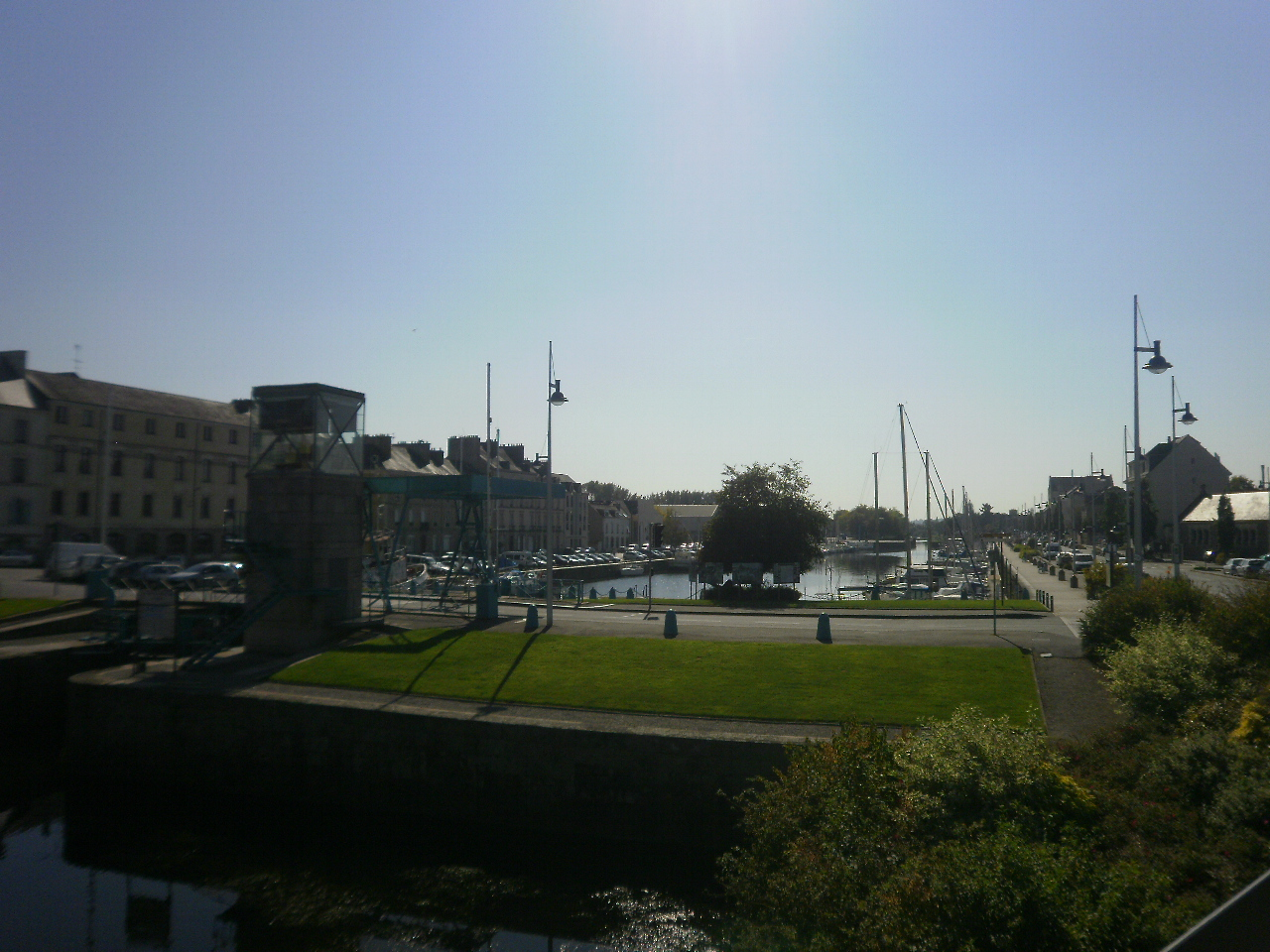
Port de Redon

- Cargill produit de la pectine à partir de marcs de pommes et d'écorces de citron.
- Faurecia, équipementier automobile travaillant notamment pour l'usine Stellantis de Rennes-La Janais.
- BiC pour la fabrication de briquets,
- AFC, Armoricaine de Fonderie du Châtelet.

L'économie de services se développe deux fois plus vite que dans le reste de la Bretagne bien qu'étant encore sous-représentée. Un parc tertiaire va se créer[Quand ?] autour de la gare TGV de Redon, plateforme ferroviaire de Bretagne-sud. Cette ligne est un carrefour ferroviaire qui relie l'ouest de la Bretagne (Vannes, Quimper, …), la Loire-Atlantique vers Nantes, et Rennes puis la ligne LGV.
Le centre hospitalier de Redon est le premier employeur de la ville avec plus de 800 agents.
La ville a obtenu le niveau 2 du label "ville active et sportive" et 3 du label "ville fleurie".

## Culture locale et patrimoine

### Lieux et monuments
Redon abrite six monuments historiques et une trentaine de bâtiments inventoriés (18 selon la base Mérimée, 31 selon la base Glad).
Parmi les six monuments historiques, deux sont classés et quatre sont inscrits.
Les deux monuments classés sont :
- L'abbatiale Saint-Sauveur[68]. Elle est formée d'une part d'une nef et d'une tour de croisée romane édifiée entre 1170 et 1200, d'autre part d'un chœur et d'une tour de façade gothiques[69],[70]. Elle a été tronquée après un incendie au XVIIIe siècle, le 31 mai 1780, ce qui explique la séparation actuelle entre la tour gothique (à peu près 70 mètres de haut) et la nef (qui faisait auparavant 90 mètres de long).
- L'abbaye Saint-Sauveur, dont les bâtiments, essentiellement du XVIIe siècle, abritent aujourd'hui le lycée privé Saint-Sauveur.

Les quatre monuments inscrits sont :
- Le manoir du Mail, anciennement appelé hôtel du Plessis, rue du Plessis et quai Duguay-Trouin. Situé dans le quartier du port, il fait partie des belles demeures qui marquèrent l'apogée du commerce local au XVIIe siècle[71].
- L'hôtel de Richelieu, rue du Plessis, daté du XVIIe siècle. Il est flanqué d'une tourelle d'angle avec un décor marqué par le style Renaissance[72].
- L'hôtel de Carmoy, du XVIIe siècle, 6 et 7 rue du Port, de style Louis XIII[73].
- Le couvent des Calvairiennes, 26 rue Saint-Michel, fondé en 1629 par des bénédictines. Il est aujourd'hui en partie occupé par un Institut d'Éducation Motrice et un Service d'Éducation Spéciale et de Soins à Domicile qui accueillent des enfants et adolescents en situation de handicap moteur[74].

Parmi les bâtiments inventoriés, on trouve notamment :
- Chapelle Notre-Dame-de-la-Salette de 1967 par l'architecte René Guichebaron[75],[76].
- Église paroissiale Saint-Charles de 1975 par les architectes Yves Perrin et Georges Martin[77],[78].
- Plusieurs ouvrages liés au port et aux cours d'eau de Redon : une maison portuaire[79], la maison éclusière du grand bassin[80], le pont routier de 1845[81], le pont routier basculant de 1937[82], l'écluse marine du port[83], et l'écluse d'isolement[84].
- Plusieurs bâtiments industriels : une usine de petite métallurgie de 1946[85],[86], une usine de construction mécanique Garnier construit de 1917 à 1962[87],[88] et une usine de boissons non alcoolisées[89],[90]

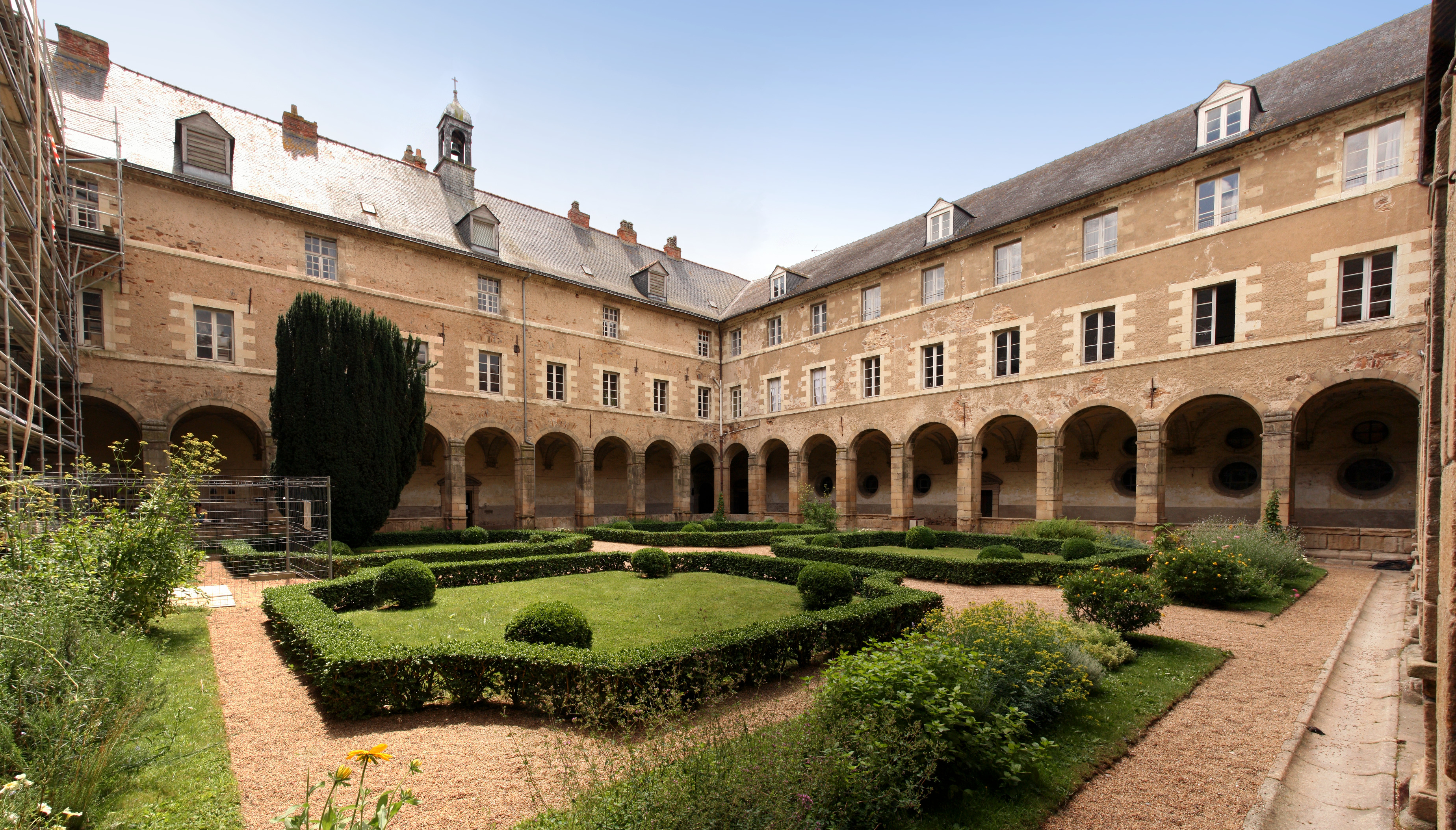
L'abbaye Saint-Sauveur.
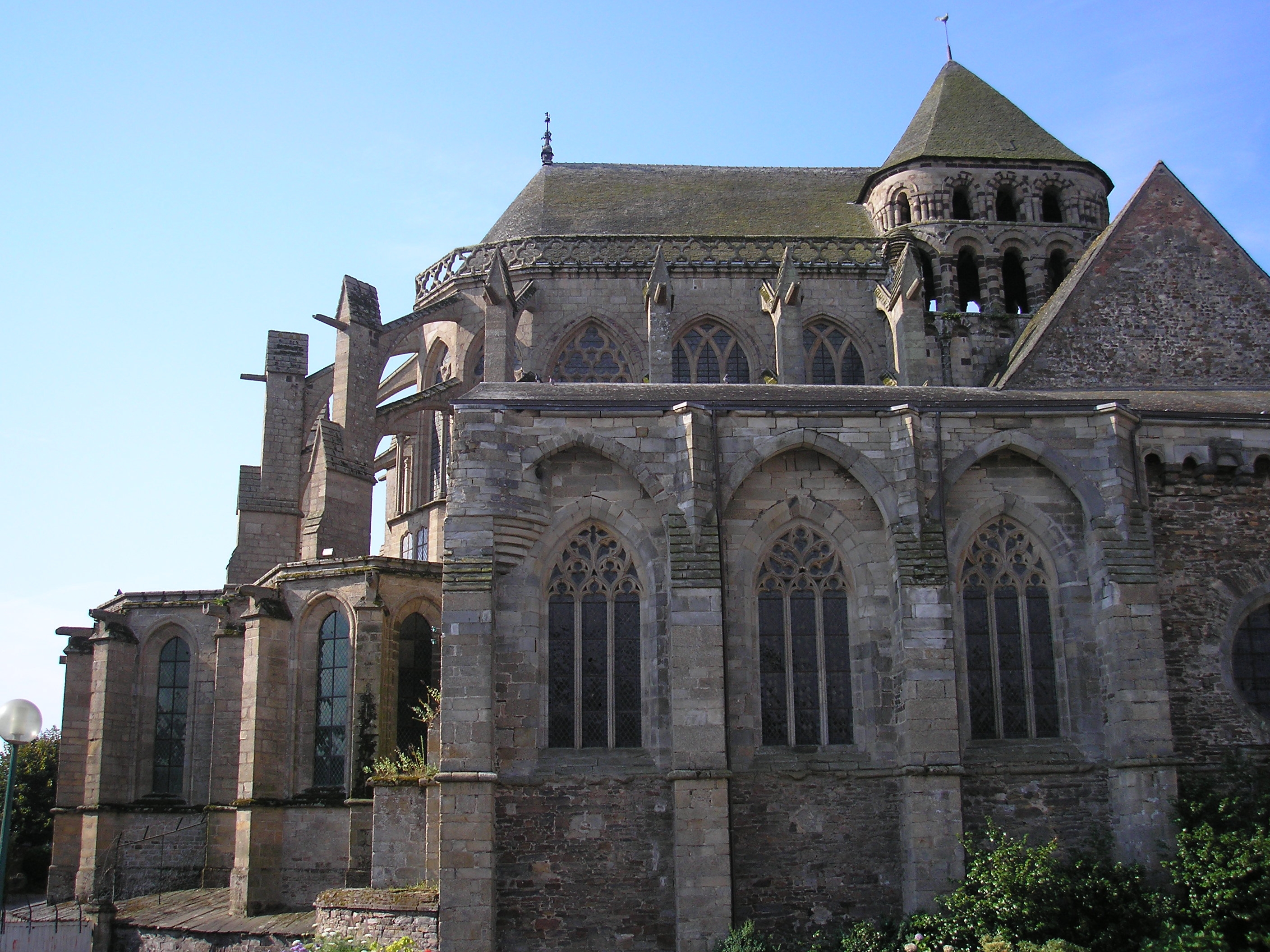
L'abbatiale Saint-Sauveur.
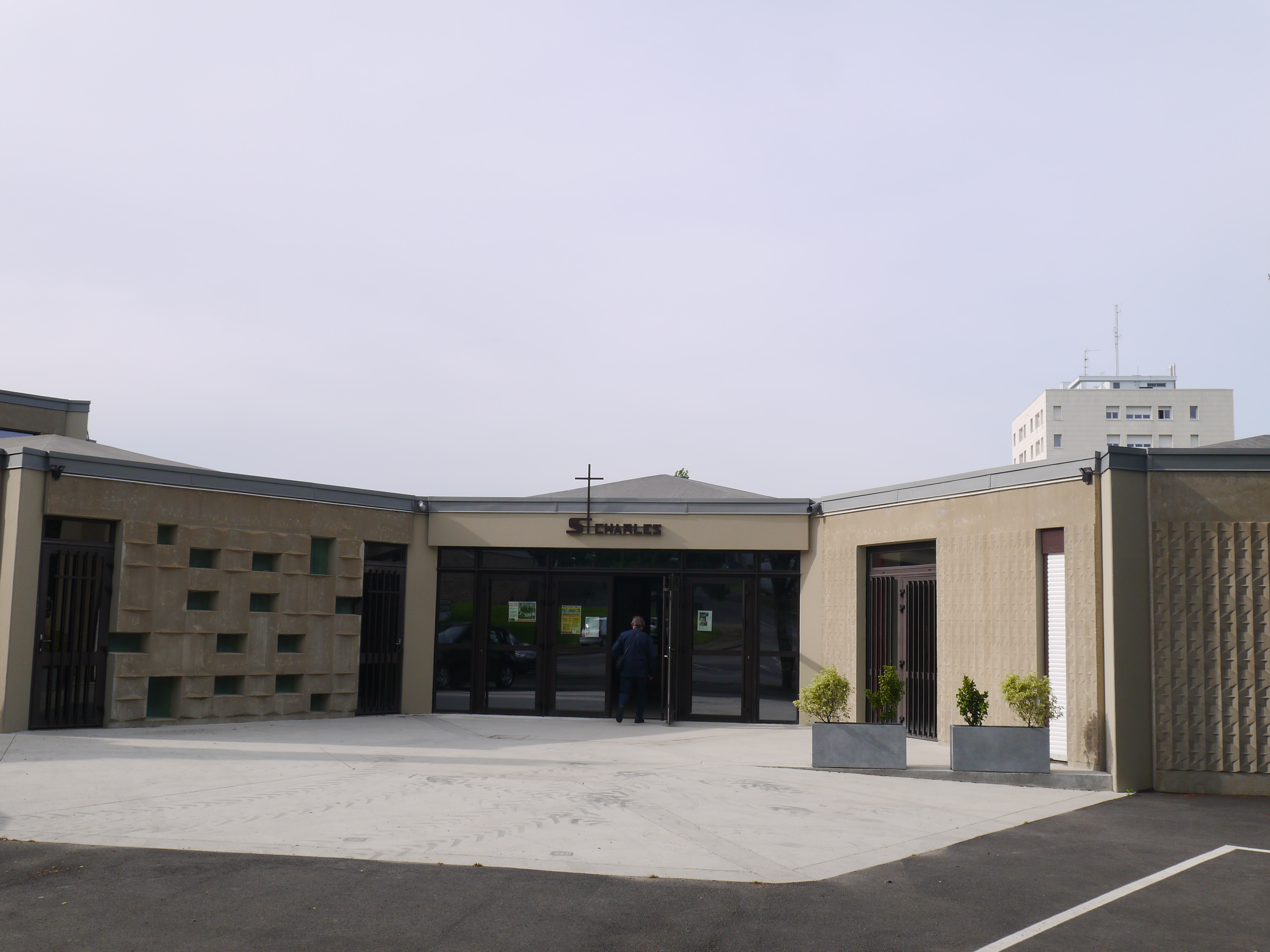
L'église Saint-Charles.
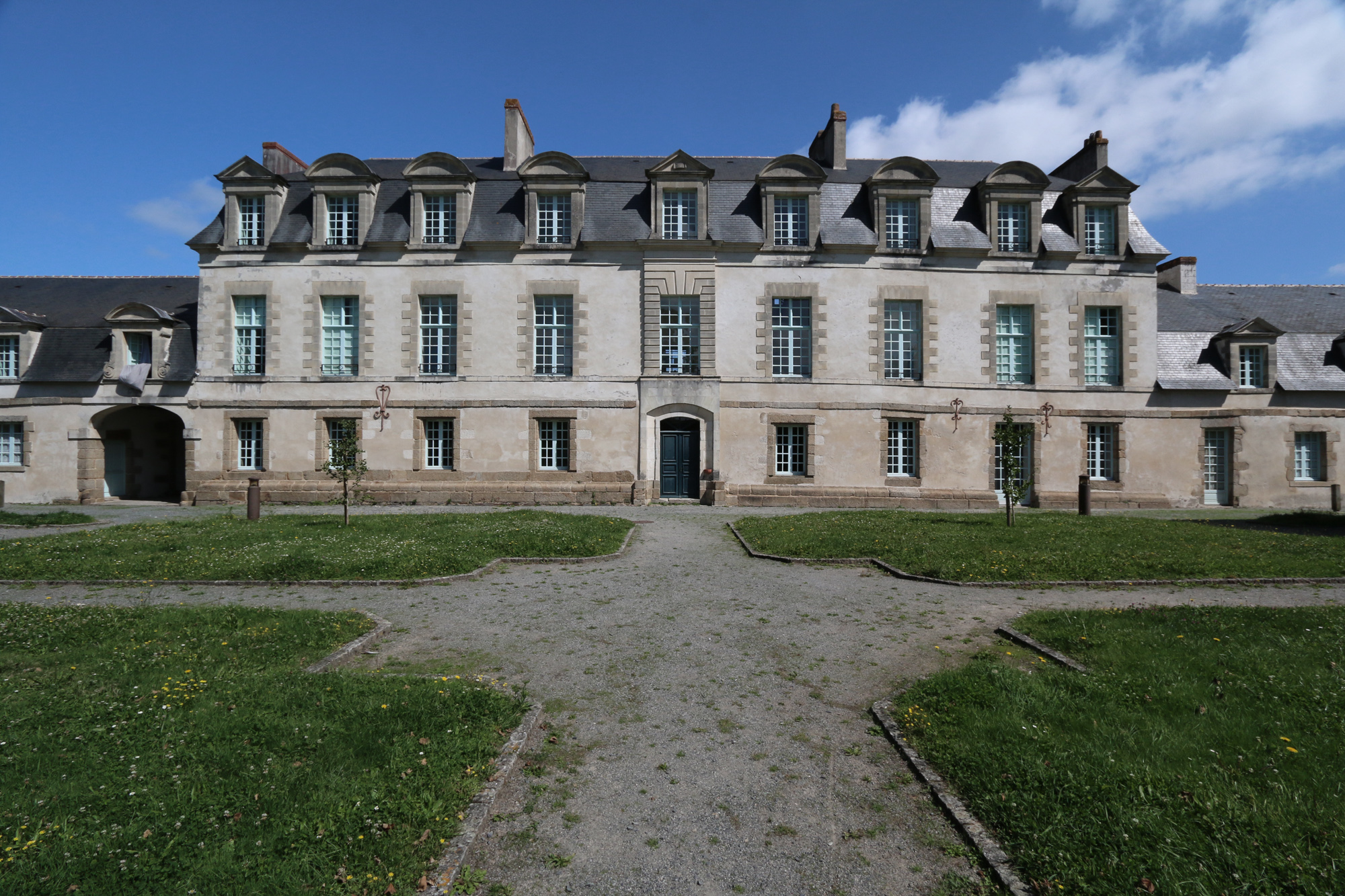
Le manoir du Mail.
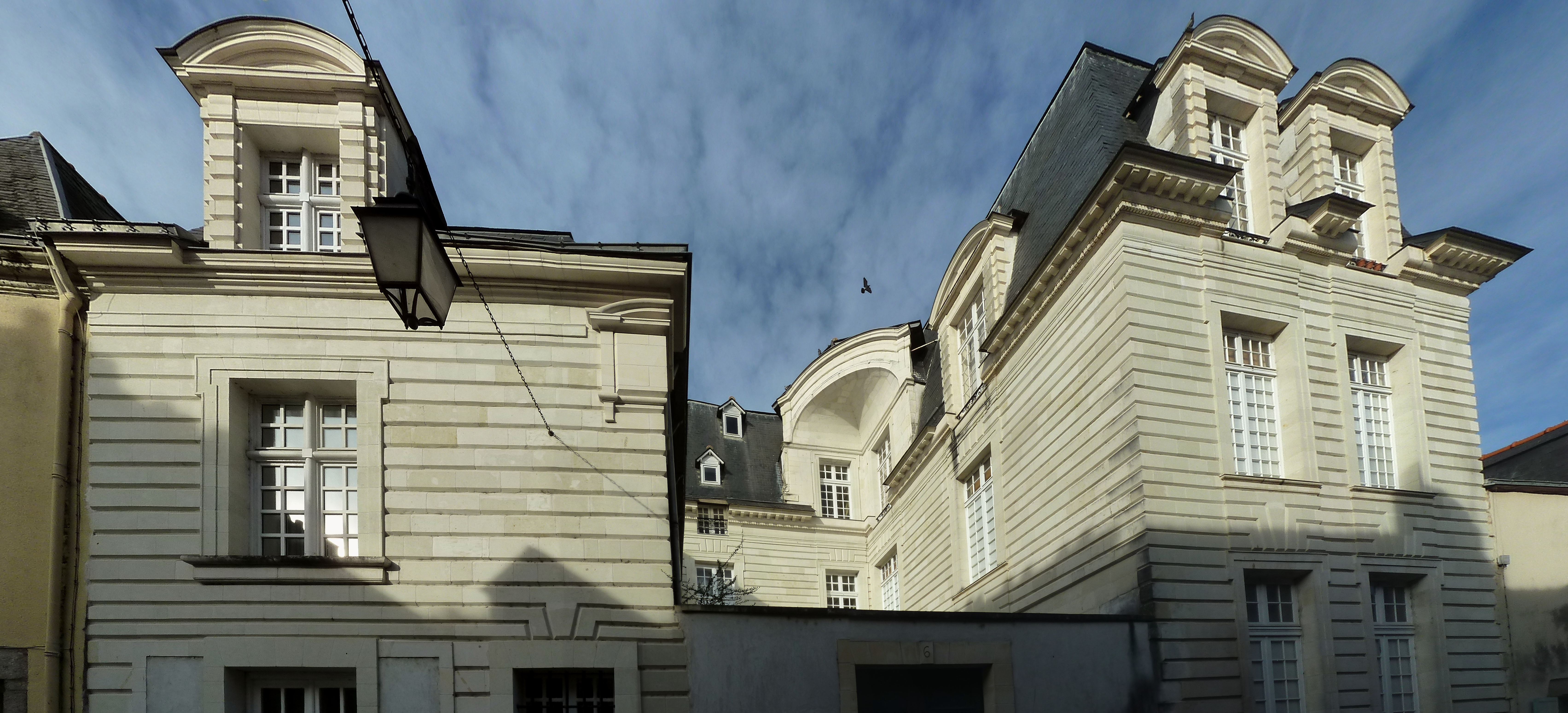
L'hôtel de Carmoy.
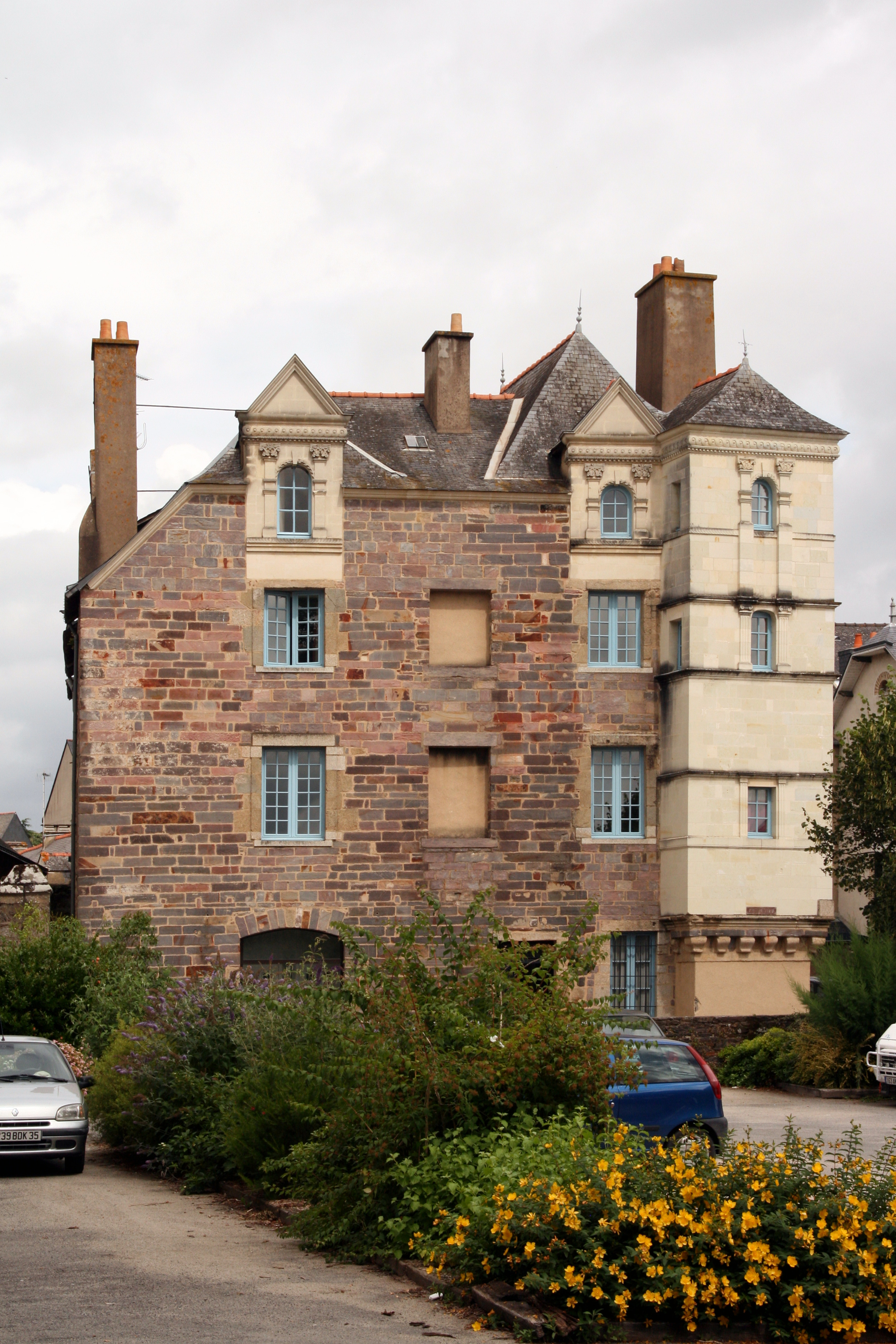
L'hôtel Richelieu.
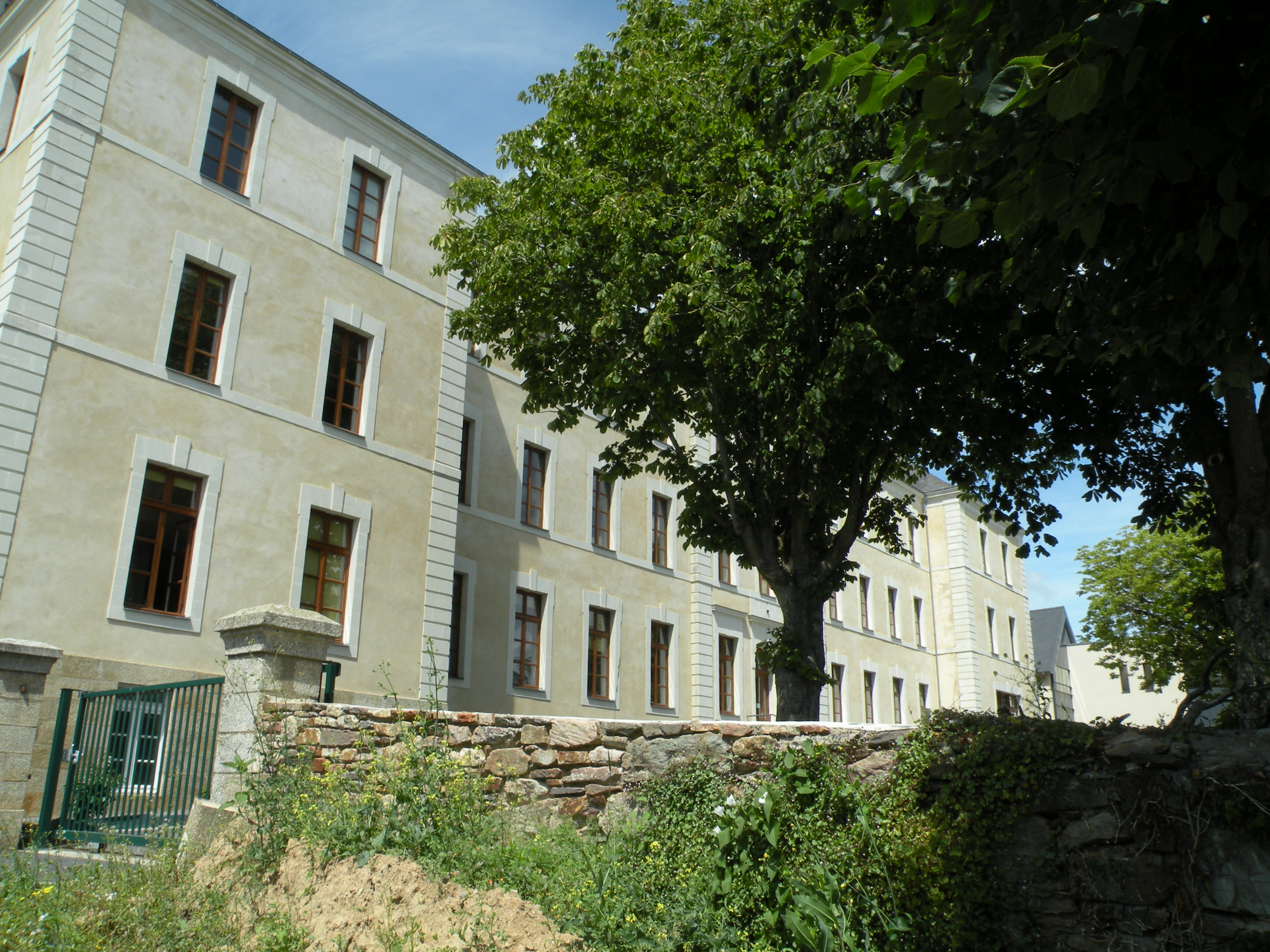
Le couvent des Calvairiennes.
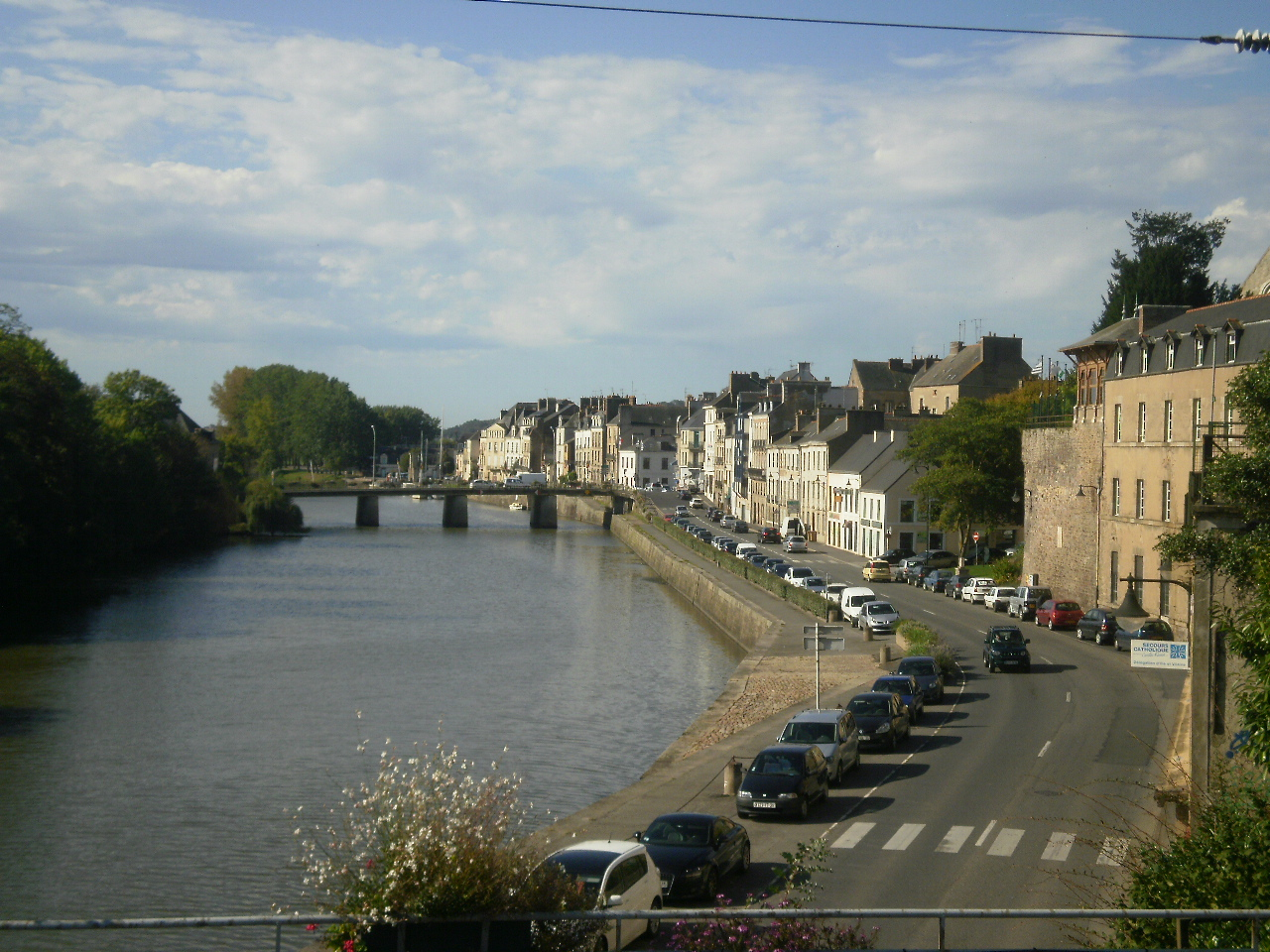
La Vilaine, quai Saint-Jacques.
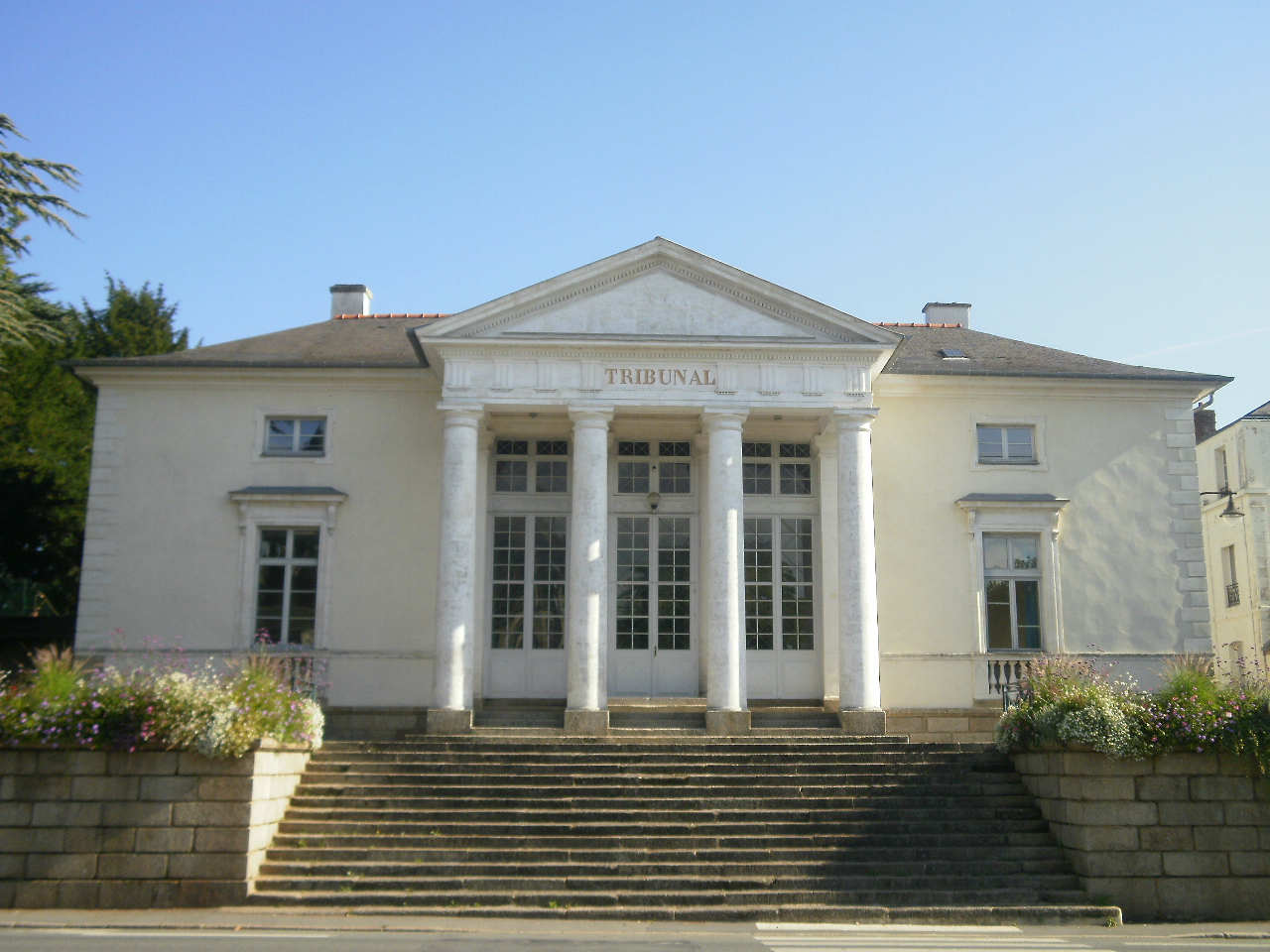
Le tribunal de Redon.
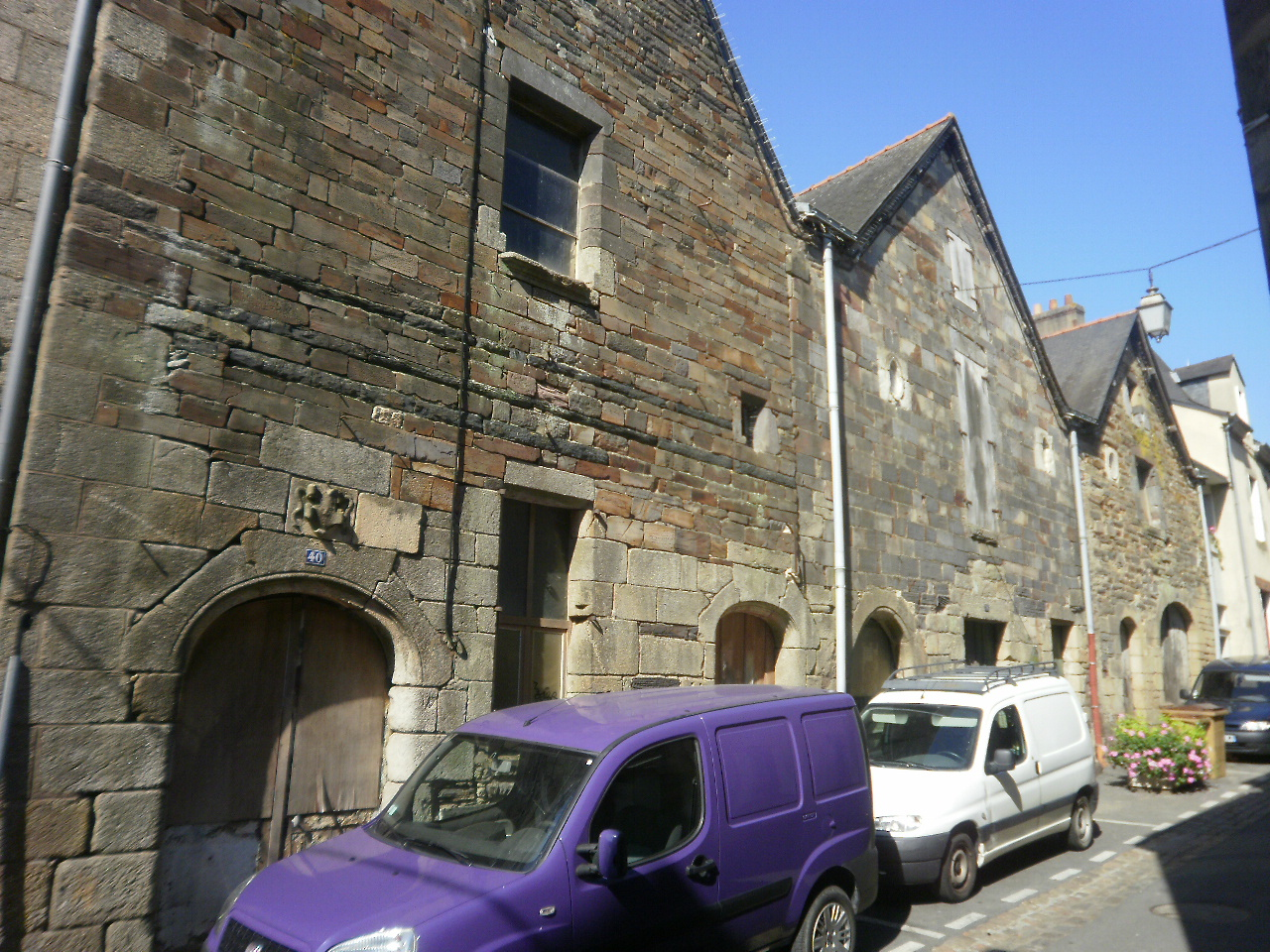
Les greniers à sel du port de Redon.
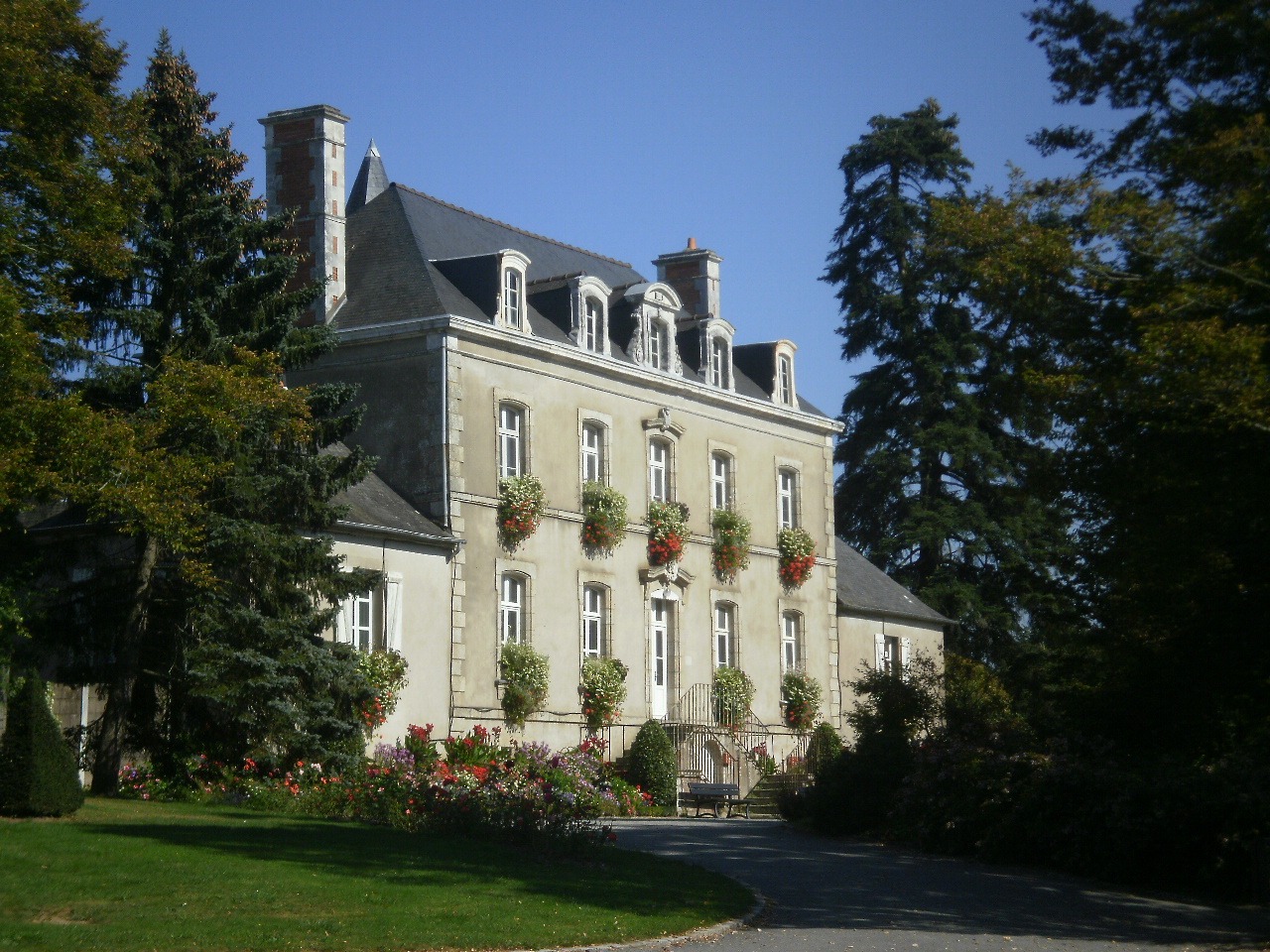
Le château de Bel-Air entouré du jardin public.

Près de l'actuelle sous-préfecture et du tribunal se trouvait l'église paroissiale Notre-Dame du Presle, ce nom est dû au domaine à proximité. Elle est fondée à la fin du XIe ou début XIIe siècle dans un style roman. Elle mesurait 57 m de large et 23 m de large mais elle était petite. Elle est remplacée par l'école des Frères puis en 1887 par l'école publique de garçons et au début des années 1970 par la cité administrative. Dans la nuit du 17 au 18 décembre 1864, un terrible incendie ravage l'ancienne église, en 1870, seule la tour-clocher est épargné, comme les ruines menaçaient de s'effondrer, la Ville fait procéder au nivellement du terrain.
La "Mission patrimoine" dirigée par Stéphane Bern a octroyé en 2021 273 000 euros pour la restauration des remparts de Redon (reprise des maçonneries du rempart sud et de la courtine).

### Langues
Les variations historiques de la frontière linguistique bretonne montrent que la langue bretonne était parlée à Redon au Moyen Âge. Le parler local est depuis le gallo, qui fait partie du groupe des langues d'oïl.
L'adhésion à la charte Ya d'ar brezhoneg a été votée par le conseil municipal le 10 octobre 2008. En juin 2025, Redon adhère à la charte « du galo, dam Yan, dam Vèr ! ».
À la rentrée 2016, 126 élèves étaient scolarisés dans les filières bilingues français / breton, publiques et catholiques (soit 10,7 % des enfants de la commune inscrits dans le primaire)[réf. nécessaire].

### Personnalités liées à Redon
- Nominoë, 1er roi de Bretagne ;
- Alain IV Fergent, Duc de Bretagne (de 1084 à 1112) ensuite retiré à l'abbaye Saint-Sauveur de Redon où il fut enterré (1119) ;
- Pierre de L'Hôpital, juge universel de Bretagne de 1403 à 1444 ;
- Julien Vincent Macaire de Rougemont (1750-1831), homme politique né à Redon, député des Côtes-du-Nord au Conseil des Cinq-Cents.
- Louis Marie Levesque de Laferrière (1776-1834), général des armées de la République et de l'Empire ;
- Auguste Louis Marie de Gibon (1786-1850), député-maire de Redon ;
- Louis Héry, fabuliste né à Redon en 1808[95] ;
- Paul Jausions (1834 - † 1870) : ancien élève du Collège Saint-Sauveur de Redon, moine et musicologue grégorien, auteur de l'Histoire abrégée de la Ville et de l'Abbaye de Redon, par un Prêtre, ancien élève du Collège Saint-Sauveur (1864)[96] ;
- Amaury Simon (1842-1912), industriel et homme politique, maire de Saint-Nicolas-de-Redon, député de la Loire-inférieure.
- Arthur Bernède : auteur de Belphegor, né à Redon en 1871, décédé en 1937 ;
- Noémie Dondel du Faouëdic, auteur du Guide de l'excursionniste pour Redon et ses environs paru en 1905 ;
- Jacques Pâris de Bollardière, natif de Châteaubriant (Loire-Atlantique), élève du Collège Saint-Sauveur de Redon entre 1917 et 1924. Compagnon de la Libération, général de l'armée française pendant la guerre d'Algérie, il fut emprisonné trois mois pour y avoir dénoncé la torture. Il fonda dans le début des années 1970, le MAN (Mouvement pour une alternative non-violente) ;
- Hervé Bazin, élève du Collège Saint-Sauveur de Redon.
- Gilles Fournel (1931), poète.
- Jacques Prado, né à Redon le 27 décembre 1889 et décédé en 1928, est un poète.
- Alain Madelin (1946-), maire de Redon de 1995 à 2001 ;
- Philippe Chevallier (1956), humoriste né à Redon ;
- Tri Yann, qui interpréta la chanson traditionnelle « Les filles de Redon » en 1973 dans l'album Dix ans, dix filles ;
- Paul Garnier (1870-1941), sénateur d'Ille-et-Vilaine de 1920 à 1933, y est né en 1870 ;
- Le gendarme de Redon, rendu célèbre grâce à la chanson paillarde éponyme[97].
- Anne-Marie Boudaliez (1920-2015), résistante d'origine redonnaise. Une rue de Redon porte son nom[98].
- Pierre Deshayes (1918-2011), résistant, Compagnon de la Libération, est décédé à Redon.
- Marcel Bardiaux, navigateur solitaire est décédé à Redon en 2000.
- Gigi Bigot (1950), conteuse, vit à Redon.
- Yannick Stopyra (1961-), joueur de football d'origine polonaise, a été formé à l'USSC Redon.
- Stéphane Pédron (1971-), footballeur, est né à Redon.

### Héraldique

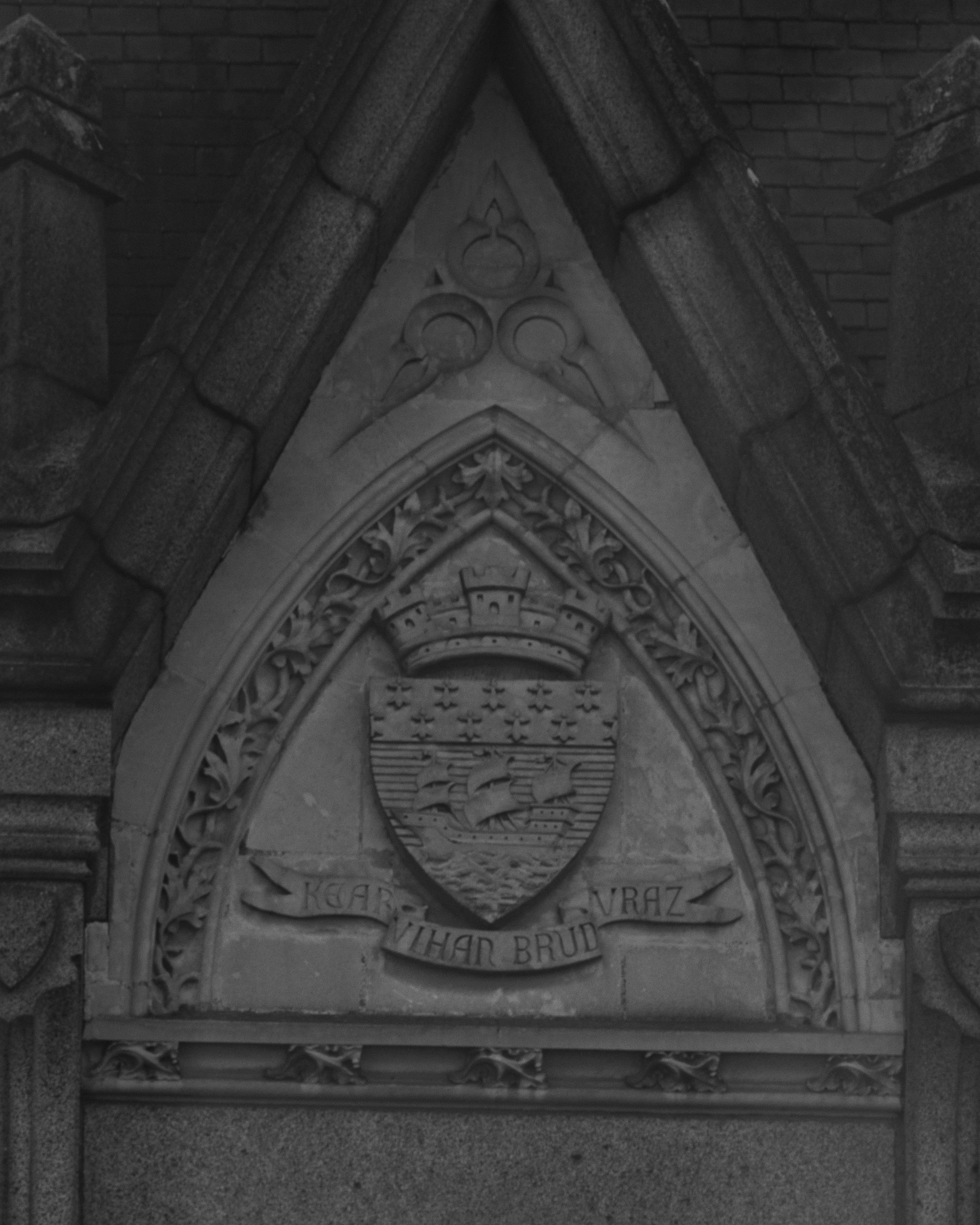
« » sur le fronton de la mairie.

| Blason | Blasonnement : D'azur au vaisseau équipé et habillé d'argent, voguant sur des ondes du même mouvant de la pointe, au chef aussi d'argent, chargé de cinq mouchetures d'hermine de sable. |

Sa devise est Redon, petite ville grand renom, est inscrite en breton sur le fronton de la mairie depuis 1908 sous la forme « kear vihan brud vraz ».

#### Logo

Logo de la ville jusqu'en 2016.

### Redon dans la culture
Il existe une chanson paillarde intitulée Le Gendarme de Redon, interprétée notamment par Les Quatre Barbus en 1958 et Les Frères Jacques en 1965.

## Galerie

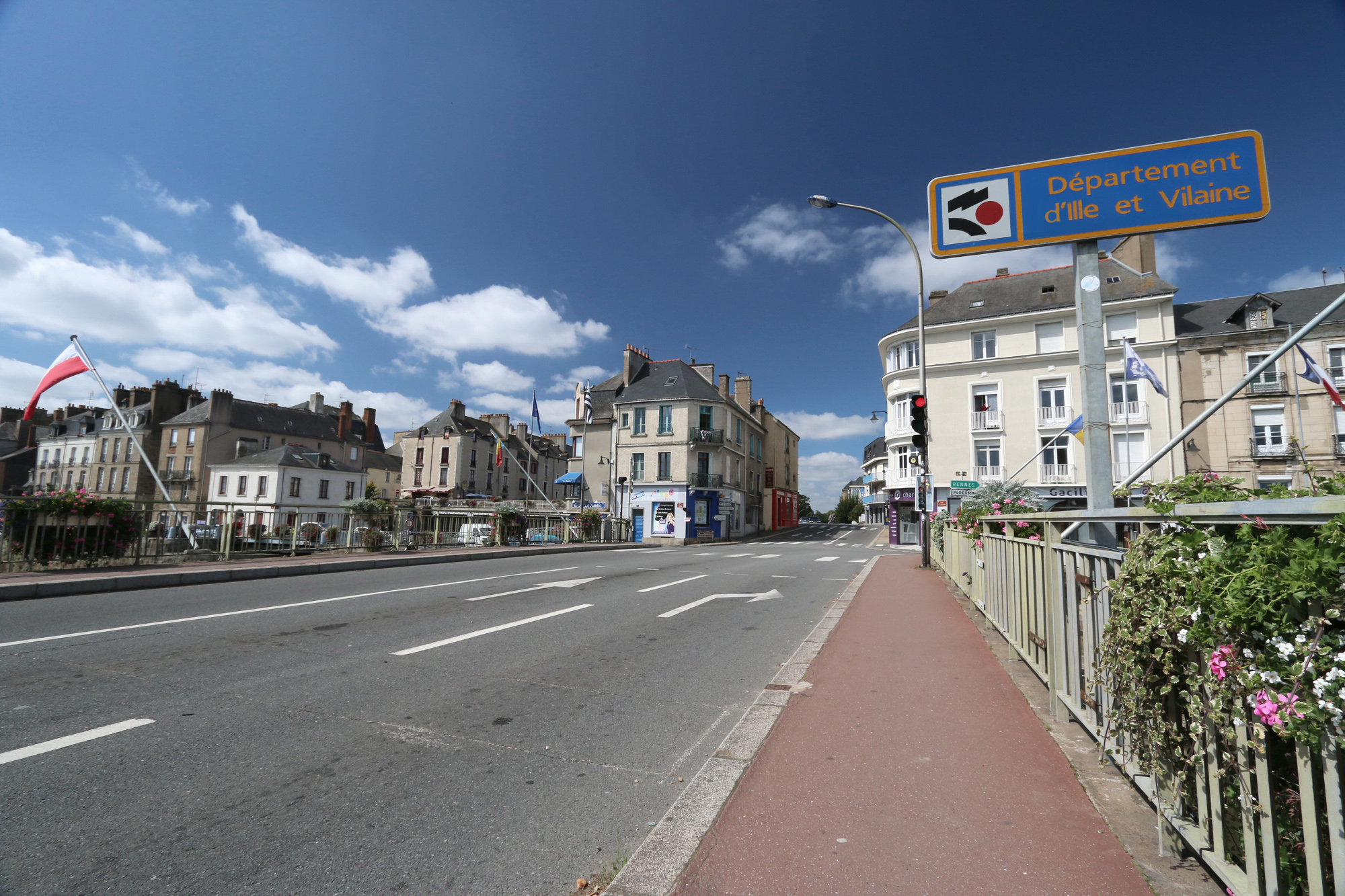
Pont de Redon.
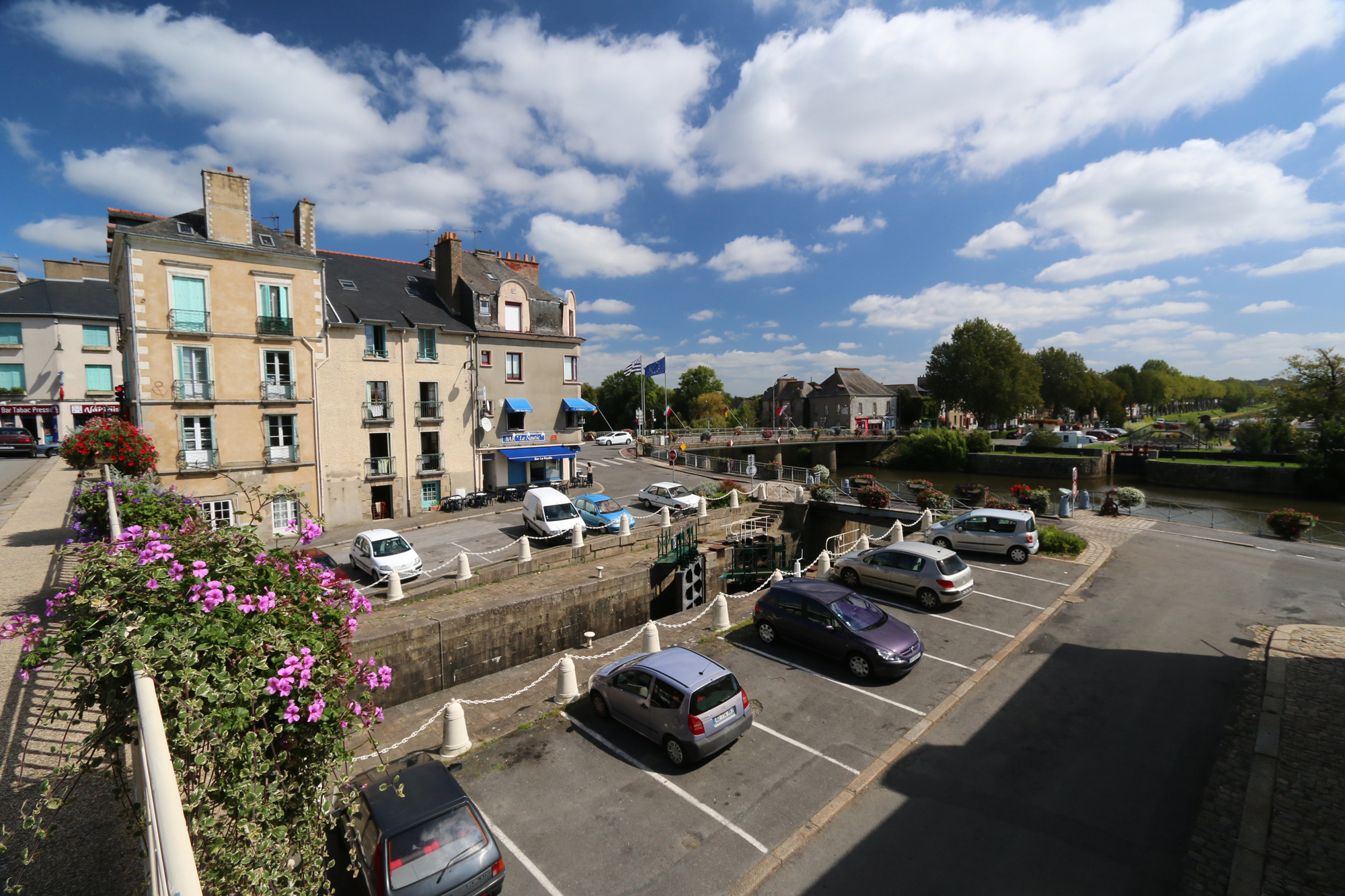
L'écluse et la Vilaine.
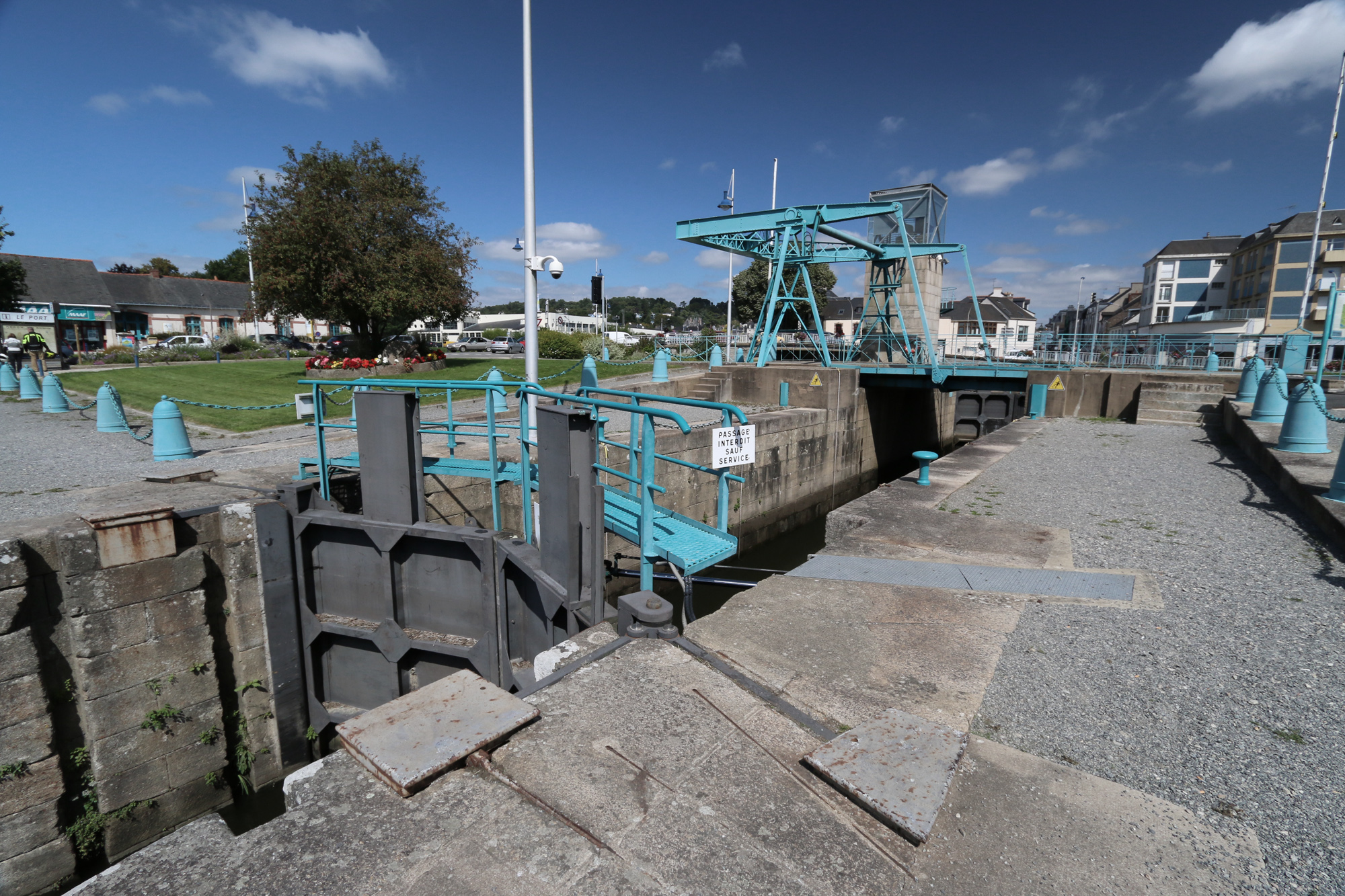
L'écluse du port de Redon.
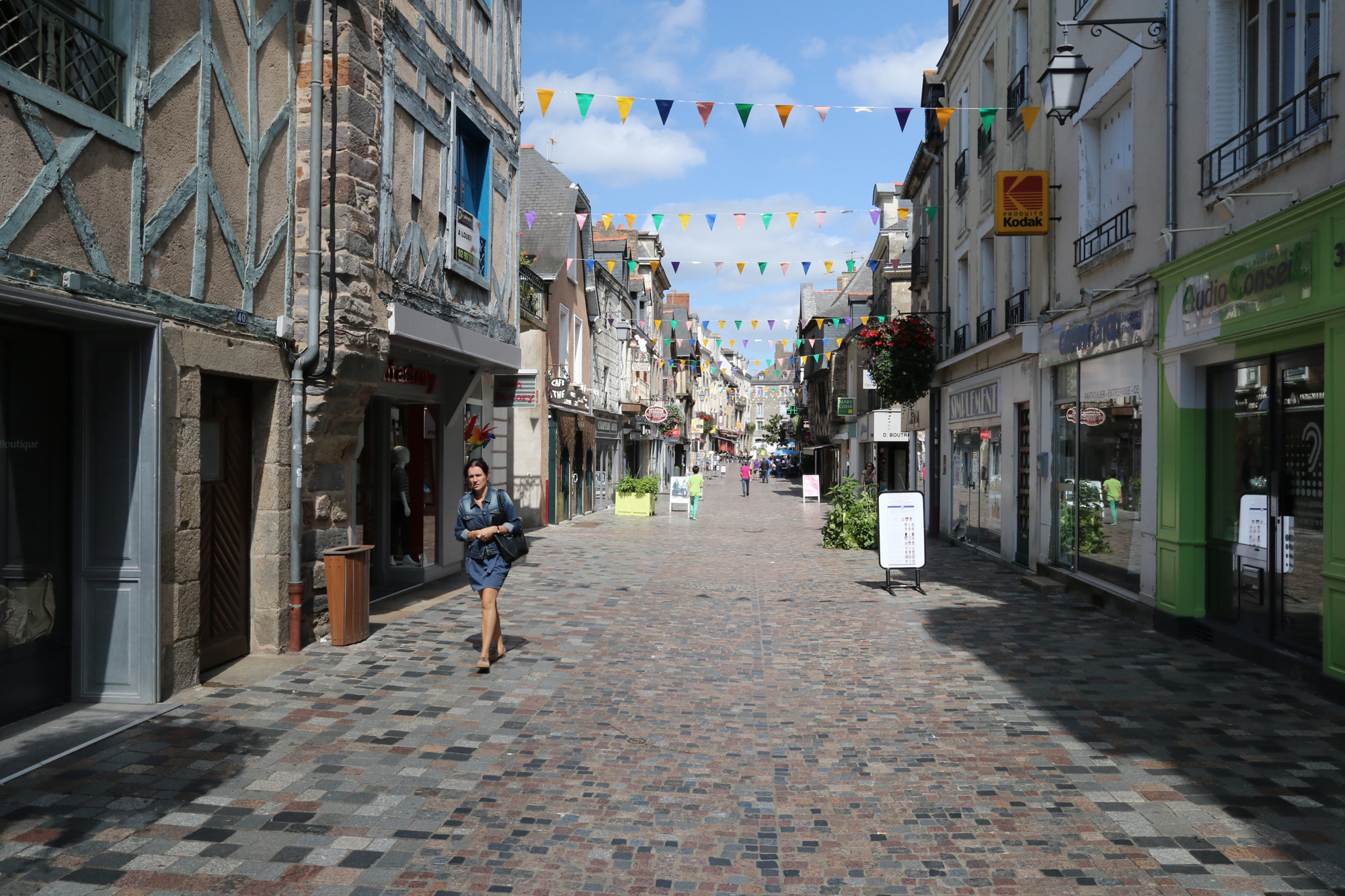
La rue piétonne de Redon.
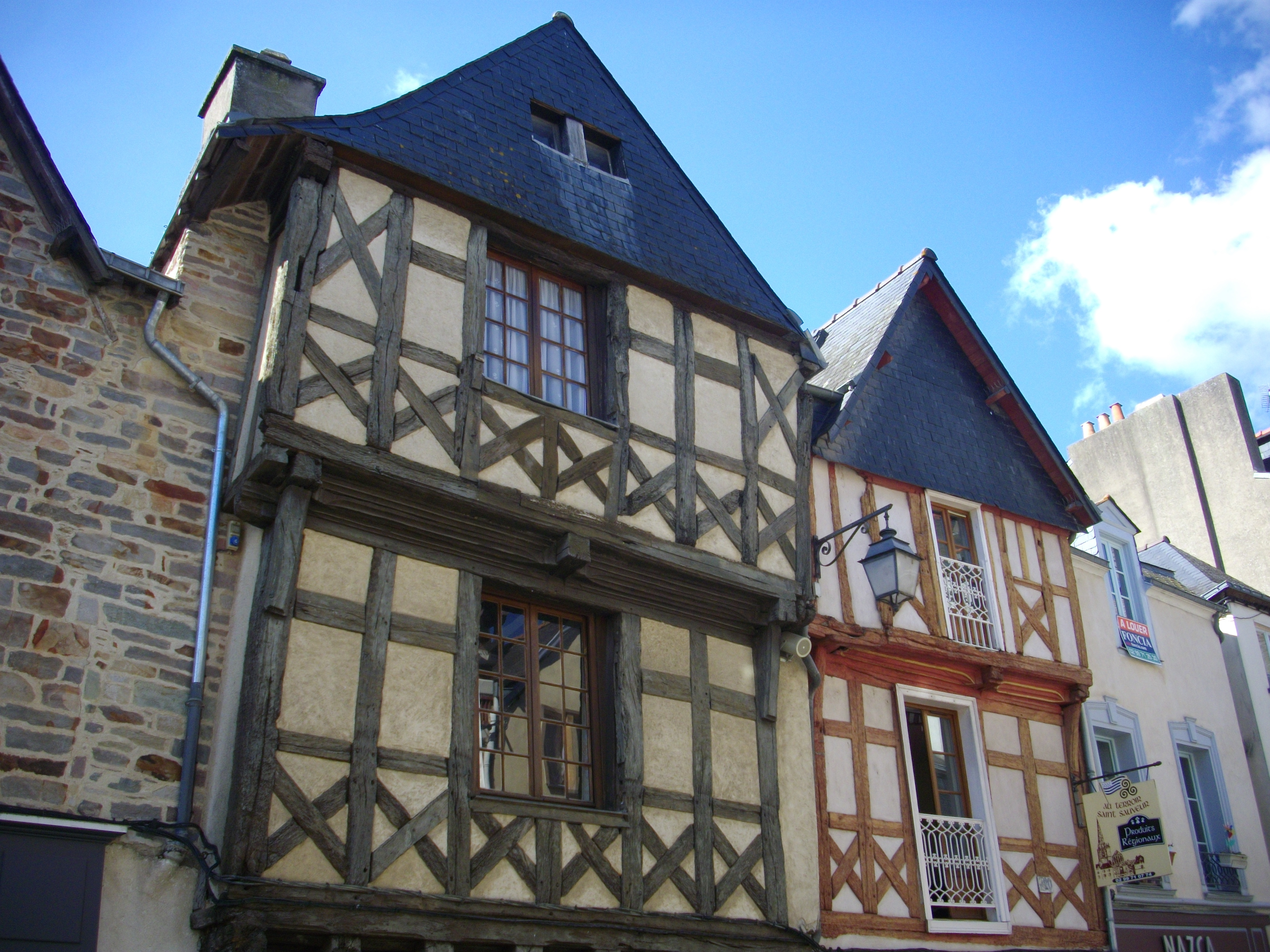
Immeubles à pans de bois, dans le centre-ville (aujourd'hui une fromagerie).
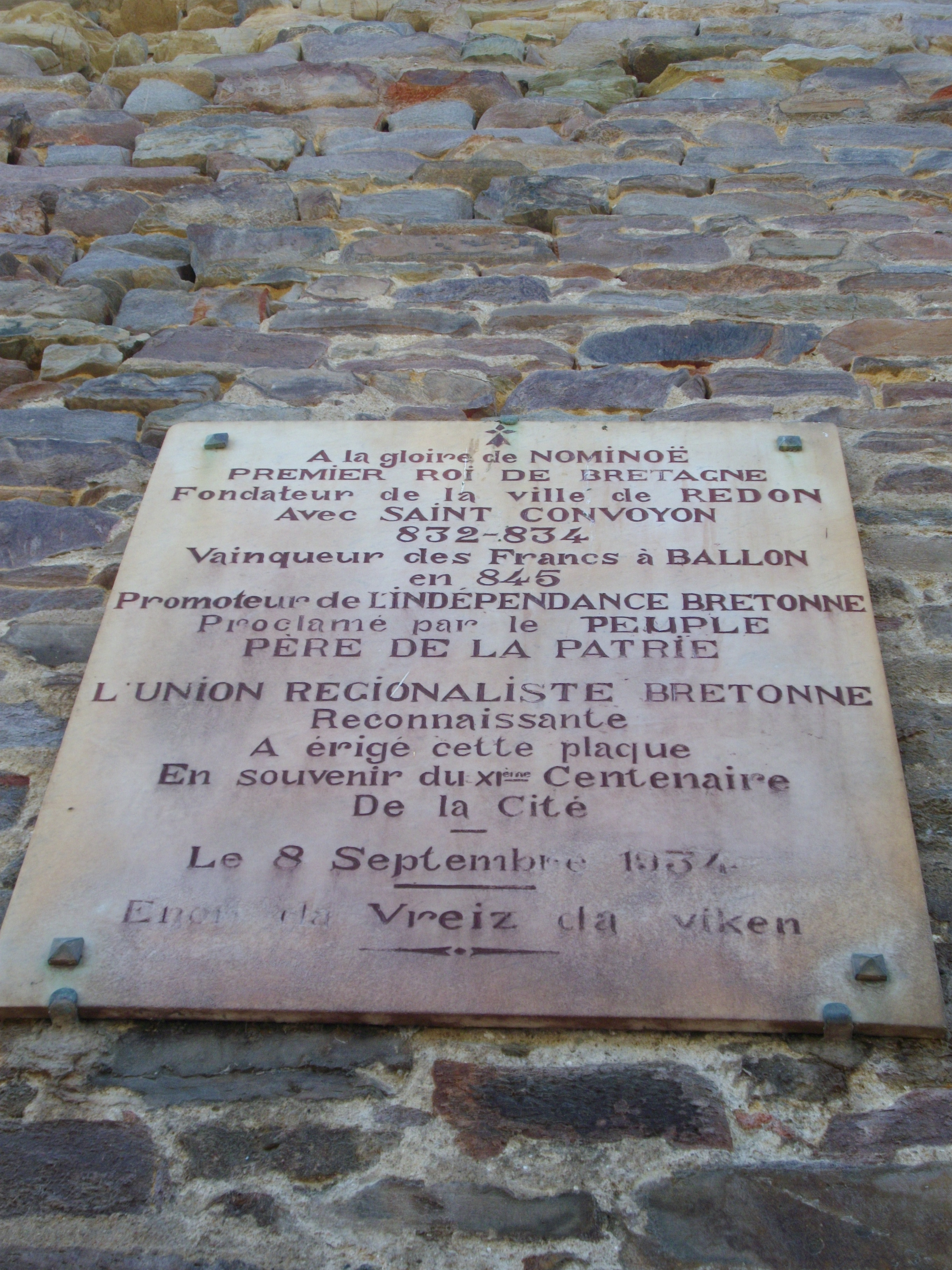
Plaque en l'honneur de Nominoë, sur les remparts de l'abbaye Saint-Sauveur.